# Lista de asteroides (199001-200000)
Esta é uma lista parcial de asteroides, do asteroide número 199001 até o 200000, inclusive. Veja também o índice com todas as listas disponíveis.

| Objeto Próximos à Terra | Cinturão de asteroides (interno) | Cinturão de asteroides (externo) | Centauro       |
| Cruzador de Marte       | Cinturão de asteroides (meio)    | Troianos de Júpiter              | Transnetuniano |

Veja mais dados de cada asteroide na ligação externa para o Minor Planet Center na última coluna.
Índice: 199001... 199101... 199201... 199301... 199401... 199501... 199601... 199701... 199801... 199901... 

## 199001–199100
| Designação | Designação | Descoberta  | Descoberta       | Descobridor(es)       | Categoria | Mais informações / Referência |
| Permanente | Provisória | Data        | Local            | Descobridor(es)       | Categoria | Mais informações / Referência |
| ---------- | ---------- | ----------- | ---------------- | --------------------- | --------- | ----------------------------- |
| 199001     | 2005 WM51  | 25 nov 2005 | Kitt Peak        | Spacewatch            | —         | MPC                           |
| 199002     | 2005 WO55  | 28 nov 2005 | Junk Bond        | D. Healy              | —         | MPC                           |
| 199003     | 2005 WJ56  | 29 nov 2005 | Socorro          | LINEAR                | —         | MPC                           |
| 199004     | 2005 WM66  | 22 nov 2005 | Kitt Peak        | Spacewatch            | —         | MPC                           |
| 199005     | 2005 WH67  | 22 nov 2005 | Kitt Peak        | Spacewatch            | —         | MPC                           |
| 199006     | 2005 WY68  | 25 nov 2005 | Mount Lemmon     | Mount Lemmon Survey   | —         | MPC                           |
| 199007     | 2005 WH70  | 26 nov 2005 | Mount Lemmon     | Mount Lemmon Survey   | Mitidika  | MPC                           |
| 199008     | 2005 WP72  | 25 nov 2005 | Kitt Peak        | Spacewatch            | —         | MPC                           |
| 199009     | 2005 WU73  | 26 nov 2005 | Mount Lemmon     | Mount Lemmon Survey   | —         | MPC                           |
| 199010     | 2005 WK80  | 25 nov 2005 | Mount Lemmon     | Mount Lemmon Survey   | —         | MPC                           |
| 199011     | 2005 WZ86  | 28 nov 2005 | Mount Lemmon     | Mount Lemmon Survey   | Mitidika  | MPC                           |
| 199012     | 2005 WS87  | 28 nov 2005 | Mount Lemmon     | Mount Lemmon Survey   | —         | MPC                           |
| 199013     | 2005 WJ89  | 25 nov 2005 | Mount Lemmon     | Mount Lemmon Survey   | —         | MPC                           |
| 199014     | 2005 WS89  | 26 nov 2005 | Catalina         | CSS                   | —         | MPC                           |
| 199015     | 2005 WF91  | 28 nov 2005 | Catalina         | CSS                   | —         | MPC                           |
| 199016     | 2005 WF92  | 25 nov 2005 | Mount Lemmon     | Mount Lemmon Survey   | —         | MPC                           |
| 199017     | 2005 WS93  | 25 nov 2005 | Mount Lemmon     | Mount Lemmon Survey   | —         | MPC                           |
| 199018     | 2005 WB94  | 26 nov 2005 | Kitt Peak        | Spacewatch            | —         | MPC                           |
| 199019     | 2005 WG95  | 26 nov 2005 | Kitt Peak        | Spacewatch            | —         | MPC                           |
| 199020     | 2005 WA98  | 26 nov 2005 | Kitt Peak        | Spacewatch            | —         | MPC                           |
| 199021     | 2005 WB98  | 26 nov 2005 | Kitt Peak        | Spacewatch            | —         | MPC                           |
| 199022     | 2005 WD99  | 28 nov 2005 | Mount Lemmon     | Mount Lemmon Survey   | —         | MPC                           |
| 199023     | 2005 WR101 | 29 nov 2005 | Socorro          | LINEAR                | —         | MPC                           |
| 199024     | 2005 WZ103 | 28 nov 2005 | Catalina         | CSS                   | —         | MPC                           |
| 199025     | 2005 WO104 | 28 nov 2005 | Catalina         | CSS                   | —         | MPC                           |
| 199026     | 2005 WC105 | 29 nov 2005 | Catalina         | CSS                   | —         | MPC                           |
| 199027     | 2005 WZ116 | 30 nov 2005 | Socorro          | LINEAR                | Pallas    | MPC                           |
| 199028     | 2005 WT117 | 28 nov 2005 | Socorro          | LINEAR                | —         | MPC                           |
| 199029     | 2005 WX118 | 25 nov 2005 | Mount Lemmon     | Mount Lemmon Survey   | —         | MPC                           |
| 199030     | 2005 WQ135 | 25 nov 2005 | Mount Lemmon     | Mount Lemmon Survey   | —         | MPC                           |
| 199031     | 2005 WX136 | 26 nov 2005 | Mount Lemmon     | Mount Lemmon Survey   | —         | MPC                           |
| 199032     | 2005 WT138 | 26 nov 2005 | Mount Lemmon     | Mount Lemmon Survey   | —         | MPC                           |
| 199033     | 2005 WU139 | 26 nov 2005 | Mount Lemmon     | Mount Lemmon Survey   | —         | MPC                           |
| 199034     | 2005 WU141 | 28 nov 2005 | Mount Lemmon     | Mount Lemmon Survey   | —         | MPC                           |
| 199035     | 2005 WC143 | 30 nov 2005 | Kitt Peak        | Spacewatch            | —         | MPC                           |
| 199036     | 2005 WY148 | 28 nov 2005 | Kitt Peak        | Spacewatch            | —         | MPC                           |
| 199037     | 2005 WB149 | 28 nov 2005 | Kitt Peak        | Spacewatch            | —         | MPC                           |
| 199038     | 2005 WC151 | 28 nov 2005 | Socorro          | LINEAR                | —         | MPC                           |
| 199039     | 2005 WL154 | 29 nov 2005 | Kitt Peak        | Spacewatch            | —         | MPC                           |
| 199040     | 2005 WS154 | 29 nov 2005 | Kitt Peak        | Spacewatch            | —         | MPC                           |
| 199041     | 2005 WY156 | 30 nov 2005 | Kitt Peak        | Spacewatch            | —         | MPC                           |
| 199042     | 2005 WB157 | 22 nov 2005 | Kitt Peak        | Spacewatch            | —         | MPC                           |
| 199043     | 2005 WH157 | 25 nov 2005 | Catalina         | CSS                   | —         | MPC                           |
| 199044     | 2005 WU157 | 25 nov 2005 | Mount Lemmon     | Mount Lemmon Survey   | —         | MPC                           |
| 199045     | 2005 WA158 | 26 nov 2005 | Mount Lemmon     | Mount Lemmon Survey   | —         | MPC                           |
| 199046     | 2005 WU158 | 29 nov 2005 | Socorro          | LINEAR                | —         | MPC                           |
| 199047     | 2005 WB167 | 30 nov 2005 | Kitt Peak        | Spacewatch            | —         | MPC                           |
| 199048     | 2005 WX174 | 30 nov 2005 | Kitt Peak        | Spacewatch            | —         | MPC                           |
| 199049     | 2005 WN178 | 30 nov 2005 | Kitt Peak        | Spacewatch            | —         | MPC                           |
| 199050     | 2005 WS185 | 30 nov 2005 | Socorro          | LINEAR                | —         | MPC                           |
| 199051     | 2005 WF188 | 30 nov 2005 | Kitt Peak        | Spacewatch            | —         | MPC                           |
| 199052     | 2005 WO188 | 30 nov 2005 | Kitt Peak        | Spacewatch            | —         | MPC                           |
| 199053     | 2005 WA195 | 30 nov 2005 | Socorro          | LINEAR                | —         | MPC                           |
| 199054     | 2005 WB195 | 30 nov 2005 | Socorro          | LINEAR                | —         | MPC                           |
| 199055     | 2005 WU195 | 25 nov 2005 | Mount Lemmon     | Mount Lemmon Survey   | —         | MPC                           |
| 199056     | 2005 WQ204 | 25 nov 2005 | Mount Lemmon     | Mount Lemmon Survey   | —         | MPC                           |
| 199057     | 2005 XT1   | 4 dez 2005  | Socorro          | LINEAR                | —         | MPC                           |
| 199058     | 2005 XC5   | 5 dez 2005  | Goodricke-Pigott | Goodricke-Pigott Obs. | —         | MPC                           |
| 199059     | 2005 XP6   | 2 dez 2005  | Mount Lemmon     | Mount Lemmon Survey   | —         | MPC                           |
| 199060     | 2005 XR7   | 4 dez 2005  | Socorro          | LINEAR                | —         | MPC                           |
| 199061     | 2005 XE13  | 1 dez 2005  | Kitt Peak        | Spacewatch            | —         | MPC                           |
| 199062     | 2005 XD15  | 1 dez 2005  | Kitt Peak        | Spacewatch            | —         | MPC                           |
| 199063     | 2005 XE16  | 1 dez 2005  | Kitt Peak        | Spacewatch            | —         | MPC                           |
| 199064     | 2005 XP16  | 1 dez 2005  | Kitt Peak        | Spacewatch            | —         | MPC                           |
| 199065     | 2005 XY19  | 2 dez 2005  | Kitt Peak        | Spacewatch            | —         | MPC                           |
| 199066     | 2005 XA22  | 2 dez 2005  | Socorro          | LINEAR                | —         | MPC                           |
| 199067     | 2005 XO32  | 4 dez 2005  | Kitt Peak        | Spacewatch            | —         | MPC                           |
| 199068     | 2005 XM40  | 5 dez 2005  | Mount Lemmon     | Mount Lemmon Survey   | —         | MPC                           |
| 199069     | 2005 XN41  | 7 dez 2005  | Socorro          | LINEAR                | —         | MPC                           |
| 199070     | 2005 XX45  | 2 dez 2005  | Kitt Peak        | Spacewatch            | —         | MPC                           |
| 199071     | 2005 XJ51  | 2 dez 2005  | Kitt Peak        | Spacewatch            | —         | MPC                           |
| 199072     | 2005 XR56  | 5 dez 2005  | Mount Lemmon     | Mount Lemmon Survey   | —         | MPC                           |
| 199073     | 2005 XV57  | 1 dez 2005  | Kitt Peak        | Spacewatch            | Brangane  | MPC                           |
| 199074     | 2005 XQ63  | 5 dez 2005  | Mount Lemmon     | Mount Lemmon Survey   | —         | MPC                           |
| 199075     | 2005 XS65  | 5 dez 2005  | Socorro          | LINEAR                | —         | MPC                           |
| 199076     | 2005 XX65  | 7 dez 2005  | Socorro          | LINEAR                | —         | MPC                           |
| 199077     | 2005 XA68  | 5 dez 2005  | Kitt Peak        | Spacewatch            | —         | MPC                           |
| 199078     | 2005 XB74  | 6 dez 2005  | Kitt Peak        | Spacewatch            | —         | MPC                           |
| 199079     | 2005 XS77  | 9 dez 2005  | Socorro          | LINEAR                | —         | MPC                           |
| 199080     | 2005 XC78  | 2 dez 2005  | Mount Lemmon     | Mount Lemmon Survey   | —         | MPC                           |
| 199081     | 2005 XP79  | 4 dez 2005  | Kitt Peak        | Spacewatch            | Ursula    | MPC                           |
| 199082     | 2005 XM82  | 10 dez 2005 | Kitt Peak        | Spacewatch            | —         | MPC                           |
| 199083     | 2005 XY91  | 4 dez 2005  | Catalina         | CSS                   | —         | MPC                           |
| 199084     | 2005 XN104 | 1 dez 2005  | Kitt Peak        | M. W. Buie            | —         | MPC                           |
| 199085     | 2005 XO104 | 1 dez 2005  | Kitt Peak        | M. W. Buie            | —         | MPC                           |
| 199086     | 2005 XS114 | 5 dez 2005  | Mount Lemmon     | Mount Lemmon Survey   | —         | MPC                           |
| 199087     | 2005 XF115 | 1 dez 2005  | Kitt Peak        | Spacewatch            | —         | MPC                           |
| 199088     | 2005 XX116 | 4 dez 2005  | Kitt Peak        | Spacewatch            | —         | MPC                           |
| 199089     | 2005 YC7   | 21 dez 2005 | Catalina         | CSS                   | —         | MPC                           |
| 199090     | 2005 YO7   | 22 dez 2005 | Kitt Peak        | Spacewatch            | Mitidika  | MPC                           |
| 199091     | 2005 YF10  | 21 dez 2005 | Kitt Peak        | Spacewatch            | —         | MPC                           |
| 199092     | 2005 YZ11  | 21 dez 2005 | Kitt Peak        | Spacewatch            | —         | MPC                           |
| 199093     | 2005 YX17  | 23 dez 2005 | Kitt Peak        | Spacewatch            | —         | MPC                           |
| 199094     | 2005 YD22  | 24 dez 2005 | Kitt Peak        | Spacewatch            | —         | MPC                           |
| 199095     | 2005 YO23  | 24 dez 2005 | Kitt Peak        | Spacewatch            | —         | MPC                           |
| 199096     | 2005 YF24  | 24 dez 2005 | Kitt Peak        | Spacewatch            | —         | MPC                           |
| 199097     | 2005 YU27  | 22 dez 2005 | Kitt Peak        | Spacewatch            | —         | MPC                           |
| 199098     | 2005 YN28  | 22 dez 2005 | Kitt Peak        | Spacewatch            | —         | MPC                           |
| 199099     | 2005 YH31  | 22 dez 2005 | Kitt Peak        | Spacewatch            | —         | MPC                           |
| 199100     | 2005 YL31  | 22 dez 2005 | Kitt Peak        | Spacewatch            | —         | MPC                           |

## 199101–199200
| Designação           | Designação | Descoberta  | Descoberta       | Descobridor(es)     | Categoria | Mais informações / Referência |
| Permanente           | Provisória | Data        | Local            | Descobridor(es)     | Categoria | Mais informações / Referência |
| -------------------- | ---------- | ----------- | ---------------- | ------------------- | --------- | ----------------------------- |
| 199101               | 2005 YR31  | 22 dez 2005 | Kitt Peak        | Spacewatch          | —         | MPC                           |
| 199102               | 2005 YO34  | 24 dez 2005 | Kitt Peak        | Spacewatch          | —         | MPC                           |
| 199103               | 2005 YY35  | 25 dez 2005 | Kitt Peak        | Spacewatch          | —         | MPC                           |
| 199104               | 2005 YF43  | 24 dez 2005 | Kitt Peak        | Spacewatch          | —         | MPC                           |
| 199105               | 2005 YM43  | 24 dez 2005 | Kitt Peak        | Spacewatch          | —         | MPC                           |
| 199106               | 2005 YP46  | 25 dez 2005 | Kitt Peak        | Spacewatch          | —         | MPC                           |
| 199107               | 2005 YH47  | 25 dez 2005 | Kitt Peak        | Spacewatch          | Mitidika  | MPC                           |
| 199108               | 2005 YO47  | 26 dez 2005 | Kitt Peak        | Spacewatch          | —         | MPC                           |
| 199109               | 2005 YJ48  | 22 dez 2005 | Kitt Peak        | Spacewatch          | —         | MPC                           |
| 199110               | 2005 YJ49  | 22 dez 2005 | Kitt Peak        | Spacewatch          | —         | MPC                           |
| 199111               | 2005 YN49  | 22 dez 2005 | Kitt Peak        | Spacewatch          | —         | MPC                           |
| 199112               | 2005 YN50  | 25 dez 2005 | Kitt Peak        | Spacewatch          | —         | MPC                           |
| 199113               | 2005 YO56  | 22 dez 2005 | Kitt Peak        | Spacewatch          | —         | MPC                           |
| 199114               | 2005 YG58  | 24 dez 2005 | Kitt Peak        | Spacewatch          | —         | MPC                           |
| 199115               | 2005 YV60  | 23 dez 2005 | Kitt Peak        | Spacewatch          | —         | MPC                           |
| 199116               | 2005 YZ60  | 23 dez 2005 | Kitt Peak        | Spacewatch          | —         | MPC                           |
| 199117               | 2005 YC67  | 26 dez 2005 | Kitt Peak        | Spacewatch          | —         | MPC                           |
| 199118               | 2005 YV75  | 24 dez 2005 | Kitt Peak        | Spacewatch          | —         | MPC                           |
| 199119               | 2005 YF77  | 24 dez 2005 | Kitt Peak        | Spacewatch          | —         | MPC                           |
| 199120               | 2005 YX78  | 24 dez 2005 | Kitt Peak        | Spacewatch          | —         | MPC                           |
| 199121               | 2005 YG82  | 24 dez 2005 | Kitt Peak        | Spacewatch          | —         | MPC                           |
| 199122               | 2005 YT82  | 24 dez 2005 | Kitt Peak        | Spacewatch          | Mitidika  | MPC                           |
| 199123               | 2005 YW83  | 24 dez 2005 | Kitt Peak        | Spacewatch          | —         | MPC                           |
| 199124               | 2005 YQ90  | 26 dez 2005 | Mount Lemmon     | Mount Lemmon Survey | —         | MPC                           |
| 199125               | 2005 YJ92  | 27 dez 2005 | Mount Lemmon     | Mount Lemmon Survey | —         | MPC                           |
| 199126               | 2005 YA94  | 26 dez 2005 | Catalina         | CSS                 | —         | MPC                           |
| 199127               | 2005 YF94  | 26 dez 2005 | Catalina         | CSS                 | —         | MPC                           |
| 199128               | 2005 YG94  | 27 dez 2005 | Catalina         | CSS                 | —         | MPC                           |
| 199129               | 2005 YN94  | 21 dez 2005 | Kitt Peak        | Spacewatch          | —         | MPC                           |
| 199130               | 2005 YJ95  | 25 dez 2005 | Kitt Peak        | Spacewatch          | —         | MPC                           |
| 199131               | 2005 YC96  | 25 dez 2005 | Kitt Peak        | Spacewatch          | —         | MPC                           |
| 199132               | 2005 YO96  | 26 dez 2005 | Kitt Peak        | Spacewatch          | —         | MPC                           |
| 199133               | 2005 YT98  | 26 dez 2005 | Kitt Peak        | Spacewatch          | —         | MPC                           |
| 199134               | 2005 YN100 | 22 dez 2005 | Kitt Peak        | Spacewatch          | —         | MPC                           |
| 199135               | 2005 YE107 | 25 dez 2005 | Mount Lemmon     | Mount Lemmon Survey | —         | MPC                           |
| 199136               | 2005 YU107 | 25 dez 2005 | Kitt Peak        | Spacewatch          | —         | MPC                           |
| 199137               | 2005 YN108 | 25 dez 2005 | Kitt Peak        | Spacewatch          | —         | MPC                           |
| 199138               | 2005 YX112 | 25 dez 2005 | Mount Lemmon     | Mount Lemmon Survey | —         | MPC                           |
| 199139               | 2005 YN116 | 25 dez 2005 | Kitt Peak        | Spacewatch          | —         | MPC                           |
| 199140               | 2005 YA117 | 25 dez 2005 | Kitt Peak        | Spacewatch          | —         | MPC                           |
| 199141               | 2005 YJ121 | 28 dez 2005 | Mount Lemmon     | Mount Lemmon Survey | —         | MPC                           |
| 199142               | 2005 YB126 | 26 dez 2005 | Kitt Peak        | Spacewatch          | —         | MPC                           |
| 199143               | 2005 YC126 | 26 dez 2005 | Kitt Peak        | Spacewatch          | —         | MPC                           |
| 199144               | 2005 YL127 | 28 dez 2005 | Palomar          | NEAT                | —         | MPC                           |
| 199145               | 2005 YY128 | 30 dez 2005 | Kitt Peak        | Spacewatch          | —         | MPC                           |
| 199146               | 2005 YQ136 | 26 dez 2005 | Kitt Peak        | Spacewatch          | —         | MPC                           |
| 199147               | 2005 YV136 | 26 dez 2005 | Kitt Peak        | Spacewatch          | —         | MPC                           |
| 199148               | 2005 YG143 | 28 dez 2005 | Mount Lemmon     | Mount Lemmon Survey | —         | MPC                           |
| 199149               | 2005 YV145 | 29 dez 2005 | Socorro          | LINEAR              | —         | MPC                           |
| 199150               | 2005 YJ150 | 25 dez 2005 | Kitt Peak        | Spacewatch          | —         | MPC                           |
| 199151               | 2005 YC154 | 29 dez 2005 | Socorro          | LINEAR              | —         | MPC                           |
| 199152               | 2005 YG156 | 26 dez 2005 | Mount Lemmon     | Mount Lemmon Survey | —         | MPC                           |
| 199153               | 2005 YP159 | 27 dez 2005 | Kitt Peak        | Spacewatch          | —         | MPC                           |
| 199154               | 2005 YV164 | 29 dez 2005 | Catalina         | CSS                 | —         | MPC                           |
| 199155               | 2005 YH166 | 27 dez 2005 | Kitt Peak        | Spacewatch          | —         | MPC                           |
| 199156               | 2005 YL170 | 31 dez 2005 | Kitt Peak        | Spacewatch          | —         | MPC                           |
| 199157               | 2005 YN170 | 31 dez 2005 | Kitt Peak        | Spacewatch          | —         | MPC                           |
| 199158               | 2005 YG171 | 30 dez 2005 | Socorro          | LINEAR              | —         | MPC                           |
| 199159               | 2005 YW171 | 22 dez 2005 | Catalina         | CSS                 | Eunomia   | MPC                           |
| 199160               | 2005 YD174 | 28 dez 2005 | Catalina         | CSS                 | —         | MPC                           |
| 199161               | 2005 YV176 | 22 dez 2005 | Kitt Peak        | Spacewatch          | —         | MPC                           |
| 199162               | 2005 YC178 | 22 dez 2005 | Kitt Peak        | Spacewatch          | —         | MPC                           |
| 199163               | 2005 YN179 | 27 dez 2005 | Kitt Peak        | Spacewatch          | —         | MPC                           |
| 199164               | 2005 YB180 | 27 dez 2005 | Kitt Peak        | Spacewatch          | —         | MPC                           |
| 199165               | 2005 YK180 | 30 dez 2005 | 7300 Observatory | W. K. Y. Yeung      | —         | MPC                           |
| 199166               | 2005 YS180 | 21 dez 2005 | Catalina         | CSS                 | —         | MPC                           |
| 199167               | 2005 YH182 | 30 dez 2005 | 7300 Observatory | W. K. Y. Yeung      | —         | MPC                           |
| 199168               | 2005 YP184 | 27 dez 2005 | Mount Lemmon     | Mount Lemmon Survey | —         | MPC                           |
| 199169               | 2005 YZ200 | 22 dez 2005 | Kitt Peak        | Spacewatch          | —         | MPC                           |
| 199170               | 2005 YK202 | 25 dez 2005 | Kitt Peak        | Spacewatch          | —         | MPC                           |
| 199171               | 2005 YD204 | 25 dez 2005 | Mount Lemmon     | Mount Lemmon Survey | Mitidika  | MPC                           |
| 199172               | 2005 YH204 | 25 dez 2005 | Mount Lemmon     | Mount Lemmon Survey | —         | MPC                           |
| 199173               | 2005 YU211 | 28 dez 2005 | Catalina         | CSS                 | —         | MPC                           |
| 199174               | 2005 YR212 | 29 dez 2005 | Socorro          | LINEAR              | —         | MPC                           |
| 199175               | 2005 YN213 | 29 dez 2005 | Palomar          | NEAT                | —         | MPC                           |
| 199176               | 2005 YW216 | 29 dez 2005 | Kitt Peak        | Spacewatch          | —         | MPC                           |
| 199177               | 2005 YU219 | 30 dez 2005 | Socorro          | LINEAR              | —         | MPC                           |
| 199178               | 2005 YY220 | 22 dez 2005 | Catalina         | CSS                 | —         | MPC                           |
| 199179               | 2005 YD226 | 25 dez 2005 | Mount Lemmon     | Mount Lemmon Survey | —         | MPC                           |
| 199180               | 2005 YQ227 | 25 dez 2005 | Kitt Peak        | Spacewatch          | —         | MPC                           |
| 199181               | 2005 YA235 | 28 dez 2005 | Mount Lemmon     | Mount Lemmon Survey | —         | MPC                           |
| 199182               | 2005 YD246 | 30 dez 2005 | Kitt Peak        | Spacewatch          | —         | MPC                           |
| 199183               | 2005 YU256 | 30 dez 2005 | Kitt Peak        | Spacewatch          | —         | MPC                           |
| 199184               | 2005 YS263 | 25 dez 2005 | Kitt Peak        | Spacewatch          | —         | MPC                           |
| 199185               | 2005 YU264 | 25 dez 2005 | Kitt Peak        | Spacewatch          | —         | MPC                           |
| 199186               | 2005 YF267 | 24 dez 2005 | Kitt Peak        | Spacewatch          | —         | MPC                           |
| 199187               | 2005 YP269 | 25 dez 2005 | Mount Lemmon     | Mount Lemmon Survey | —         | MPC                           |
| 199188               | 2005 YY269 | 26 dez 2005 | Mount Lemmon     | Mount Lemmon Survey | —         | MPC                           |
| 199189               | 2005 YL270 | 27 dez 2005 | Mount Lemmon     | Mount Lemmon Survey | —         | MPC                           |
| 199190               | 2005 YF273 | 30 dez 2005 | Kitt Peak        | Spacewatch          | —         | MPC                           |
| 199191               | 2005 YQ282 | 26 dez 2005 | Mount Lemmon     | Mount Lemmon Survey | —         | MPC                           |
| 199192               | 2005 YK290 | 30 dez 2005 | Mount Lemmon     | Mount Lemmon Survey | —         | MPC                           |
| 199193               | 2006 AM    | 3 jan 2006  | RAS              | A. Lowe             | —         | MPC                           |
| 199194 Calcatreppola | 2006 AO    | 3 jan 2006  | Gnosca           | S. Sposetti         | —         | MPC                           |
| 199195               | 2006 AD1   | 2 jan 2006  | Mount Lemmon     | Mount Lemmon Survey | —         | MPC                           |
| 199196               | 2006 AZ2   | 4 jan 2006  | Catalina         | CSS                 | Eos       | MPC                           |
| 199197               | 2006 AX3   | 5 jan 2006  | Kitami           | K. Endate           | —         | MPC                           |
| 199198               | 2006 AC5   | 2 jan 2006  | Catalina         | CSS                 | —         | MPC                           |
| 199199               | 2006 AP5   | 2 jan 2006  | Catalina         | CSS                 | —         | MPC                           |
| 199200               | 2006 AE6   | 2 jan 2006  | Socorro          | LINEAR              | —         | MPC                           |

## 199201–199300
| Designação | Designação | Descoberta  | Descoberta    | Descobridor(es)          | Categoria | Mais informações / Referência |
| Permanente | Provisória | Data        | Local         | Descobridor(es)          | Categoria | Mais informações / Referência |
| ---------- | ---------- | ----------- | ------------- | ------------------------ | --------- | ----------------------------- |
| 199201     | 2006 AP10  | 4 jan 2006  | Catalina      | CSS                      | —         | MPC                           |
| 199202     | 2006 AE11  | 4 jan 2006  | Mount Lemmon  | Mount Lemmon Survey      | —         | MPC                           |
| 199203     | 2006 AZ17  | 5 jan 2006  | Socorro       | LINEAR                   | —         | MPC                           |
| 199204     | 2006 AT18  | 5 jan 2006  | Kitt Peak     | Spacewatch               | —         | MPC                           |
| 199205     | 2006 AB19  | 5 jan 2006  | Kitt Peak     | Spacewatch               | —         | MPC                           |
| 199206     | 2006 AN19  | 4 jan 2006  | Mount Lemmon  | Mount Lemmon Survey      | —         | MPC                           |
| 199207     | 2006 AB20  | 5 jan 2006  | Catalina      | CSS                      | —         | MPC                           |
| 199208     | 2006 AX20  | 5 jan 2006  | Catalina      | CSS                      | —         | MPC                           |
| 199209     | 2006 AR21  | 5 jan 2006  | Catalina      | CSS                      | —         | MPC                           |
| 199210     | 2006 AS21  | 5 jan 2006  | Catalina      | CSS                      | —         | MPC                           |
| 199211     | 2006 AW21  | 5 jan 2006  | Catalina      | CSS                      | —         | MPC                           |
| 199212     | 2006 AH22  | 5 jan 2006  | Catalina      | CSS                      | —         | MPC                           |
| 199213     | 2006 AK22  | 5 jan 2006  | Catalina      | CSS                      | —         | MPC                           |
| 199214     | 2006 AY27  | 5 jan 2006  | Mount Lemmon  | Mount Lemmon Survey      | —         | MPC                           |
| 199215     | 2006 AF29  | 6 jan 2006  | Anderson Mesa | LONEOS                   | —         | MPC                           |
| 199216     | 2006 AJ29  | 6 jan 2006  | Mount Lemmon  | Mount Lemmon Survey      | —         | MPC                           |
| 199217     | 2006 AO30  | 4 jan 2006  | Catalina      | CSS                      | —         | MPC                           |
| 199218     | 2006 AL32  | 5 jan 2006  | Anderson Mesa | LONEOS                   | —         | MPC                           |
| 199219     | 2006 AO37  | 4 jan 2006  | Kitt Peak     | Spacewatch               | —         | MPC                           |
| 199220     | 2006 AD41  | 7 jan 2006  | Kitt Peak     | Spacewatch               | —         | MPC                           |
| 199221     | 2006 AD42  | 6 jan 2006  | Kitt Peak     | Spacewatch               | —         | MPC                           |
| 199222     | 2006 AR42  | 6 jan 2006  | Kitt Peak     | Spacewatch               | —         | MPC                           |
| 199223     | 2006 AO43  | 6 jan 2006  | Mount Lemmon  | Mount Lemmon Survey      | —         | MPC                           |
| 199224     | 2006 AF45  | 2 jan 2006  | Catalina      | CSS                      | —         | MPC                           |
| 199225     | 2006 AC47  | 6 jan 2006  | Catalina      | CSS                      | —         | MPC                           |
| 199226     | 2006 AL48  | 8 jan 2006  | Mount Lemmon  | Mount Lemmon Survey      | Eos       | MPC                           |
| 199227     | 2006 AO49  | 5 jan 2006  | Kitt Peak     | Spacewatch               | —         | MPC                           |
| 199228     | 2006 AN52  | 5 jan 2006  | Anderson Mesa | LONEOS                   | —         | MPC                           |
| 199229     | 2006 AY58  | 4 jan 2006  | Mount Lemmon  | Mount Lemmon Survey      | —         | MPC                           |
| 199230     | 2006 AV65  | 8 jan 2006  | Kitt Peak     | Spacewatch               | —         | MPC                           |
| 199231     | 2006 AB66  | 8 jan 2006  | Mount Lemmon  | Mount Lemmon Survey      | —         | MPC                           |
| 199232     | 2006 AF68  | 5 jan 2006  | Mount Lemmon  | Mount Lemmon Survey      | Mitidika  | MPC                           |
| 199233     | 2006 AT68  | 5 jan 2006  | Mount Lemmon  | Mount Lemmon Survey      | —         | MPC                           |
| 199234     | 2006 AC70  | 6 jan 2006  | Kitt Peak     | Spacewatch               | —         | MPC                           |
| 199235     | 2006 AU72  | 6 jan 2006  | Kitt Peak     | Spacewatch               | —         | MPC                           |
| 199236     | 2006 AA73  | 7 jan 2006  | Mount Lemmon  | Mount Lemmon Survey      | —         | MPC                           |
| 199237     | 2006 AJ74  | 5 jan 2006  | Anderson Mesa | LONEOS                   | —         | MPC                           |
| 199238     | 2006 AM77  | 6 jan 2006  | Kitt Peak     | Spacewatch               | —         | MPC                           |
| 199239     | 2006 AQ77  | 6 jan 2006  | Mount Lemmon  | Mount Lemmon Survey      | —         | MPC                           |
| 199240     | 2006 AW84  | 6 jan 2006  | Anderson Mesa | LONEOS                   | Mitidika  | MPC                           |
| 199241     | 2006 AC85  | 6 jan 2006  | Socorro       | LINEAR                   | —         | MPC                           |
| 199242     | 2006 AK86  | 6 jan 2006  | Catalina      | CSS                      | —         | MPC                           |
| 199243     | 2006 AO90  | 6 jan 2006  | Kitt Peak     | Spacewatch               | Mitidika  | MPC                           |
| 199244     | 2006 AK91  | 7 jan 2006  | Kitt Peak     | Spacewatch               | —         | MPC                           |
| 199245     | 2006 AR92  | 7 jan 2006  | Mount Lemmon  | Mount Lemmon Survey      | —         | MPC                           |
| 199246     | 2006 AJ97  | 5 jan 2006  | Catalina      | CSS                      | —         | MPC                           |
| 199247     | 2006 AE98  | 5 jan 2006  | Mount Lemmon  | Mount Lemmon Survey      | —         | MPC                           |
| 199248     | 2006 AM100 | 8 jan 2006  | Mount Lemmon  | Mount Lemmon Survey      | —         | MPC                           |
| 199249     | 2006 AZ101 | 5 jan 2006  | Mount Lemmon  | Mount Lemmon Survey      | —         | MPC                           |
| 199250     | 2006 AE102 | 8 jan 2006  | Mount Lemmon  | Mount Lemmon Survey      | —         | MPC                           |
| 199251     | 2006 BZ    | 18 jan 2006 | Palomar       | NEAT                     | —         | MPC                           |
| 199252     | 2006 BF2   | 20 jan 2006 | Kitt Peak     | Spacewatch               | —         | MPC                           |
| 199253     | 2006 BN2   | 20 jan 2006 | Kitt Peak     | Spacewatch               | —         | MPC                           |
| 199254     | 2006 BU2   | 20 jan 2006 | Catalina      | CSS                      | —         | MPC                           |
| 199255     | 2006 BB4   | 21 jan 2006 | Kitt Peak     | Spacewatch               | —         | MPC                           |
| 199256     | 2006 BQ5   | 21 jan 2006 | Mount Lemmon  | Mount Lemmon Survey      | Themis    | MPC                           |
| 199257     | 2006 BW9   | 20 jan 2006 | Kitt Peak     | Spacewatch               | —         | MPC                           |
| 199258     | 2006 BN11  | 20 jan 2006 | Kitt Peak     | Spacewatch               | —         | MPC                           |
| 199259     | 2006 BF12  | 21 jan 2006 | Mount Lemmon  | Mount Lemmon Survey      | —         | MPC                           |
| 199260     | 2006 BJ12  | 21 jan 2006 | Anderson Mesa | LONEOS                   | —         | MPC                           |
| 199261     | 2006 BN12  | 21 jan 2006 | Kitt Peak     | Spacewatch               | —         | MPC                           |
| 199262     | 2006 BB13  | 21 jan 2006 | Mount Lemmon  | Mount Lemmon Survey      | —         | MPC                           |
| 199263     | 2006 BB14  | 22 jan 2006 | Mount Lemmon  | Mount Lemmon Survey      | —         | MPC                           |
| 199264     | 2006 BC14  | 22 jan 2006 | Mount Lemmon  | Mount Lemmon Survey      | —         | MPC                           |
| 199265     | 2006 BT15  | 22 jan 2006 | Mount Lemmon  | Mount Lemmon Survey      | —         | MPC                           |
| 199266     | 2006 BC20  | 22 jan 2006 | Anderson Mesa | LONEOS                   | —         | MPC                           |
| 199267     | 2006 BW20  | 22 jan 2006 | Mount Lemmon  | Mount Lemmon Survey      | Mitidika  | MPC                           |
| 199268     | 2006 BB22  | 22 jan 2006 | Mount Lemmon  | Mount Lemmon Survey      | —         | MPC                           |
| 199269     | 2006 BZ22  | 22 jan 2006 | Mount Lemmon  | Mount Lemmon Survey      | —         | MPC                           |
| 199270     | 2006 BC29  | 23 jan 2006 | Socorro       | LINEAR                   | —         | MPC                           |
| 199271     | 2006 BU30  | 20 jan 2006 | Kitt Peak     | Spacewatch               | —         | MPC                           |
| 199272     | 2006 BS31  | 20 jan 2006 | Kitt Peak     | Spacewatch               | —         | MPC                           |
| 199273     | 2006 BV31  | 20 jan 2006 | Kitt Peak     | Spacewatch               | —         | MPC                           |
| 199274     | 2006 BW31  | 20 jan 2006 | Kitt Peak     | Spacewatch               | Mitidika  | MPC                           |
| 199275     | 2006 BU32  | 21 jan 2006 | Kitt Peak     | Spacewatch               | —         | MPC                           |
| 199276     | 2006 BY33  | 21 jan 2006 | Kitt Peak     | Spacewatch               | —         | MPC                           |
| 199277     | 2006 BA34  | 21 jan 2006 | Kitt Peak     | Spacewatch               | —         | MPC                           |
| 199278     | 2006 BV37  | 23 jan 2006 | Mount Lemmon  | Mount Lemmon Survey      | —         | MPC                           |
| 199279     | 2006 BN40  | 21 jan 2006 | Kitt Peak     | Spacewatch               | —         | MPC                           |
| 199280     | 2006 BE44  | 23 jan 2006 | Catalina      | CSS                      | Brangane  | MPC                           |
| 199281     | 2006 BU44  | 23 jan 2006 | Mount Lemmon  | Mount Lemmon Survey      | —         | MPC                           |
| 199282     | 2006 BS45  | 23 jan 2006 | Mount Lemmon  | Mount Lemmon Survey      | —         | MPC                           |
| 199283     | 2006 BW46  | 23 jan 2006 | Mount Lemmon  | Mount Lemmon Survey      | —         | MPC                           |
| 199284     | 2006 BB47  | 24 jan 2006 | Socorro       | LINEAR                   | —         | MPC                           |
| 199285     | 2006 BP53  | 25 jan 2006 | Kitt Peak     | Spacewatch               | —         | MPC                           |
| 199286     | 2006 BC54  | 25 jan 2006 | Kitt Peak     | Spacewatch               | —         | MPC                           |
| 199287     | 2006 BX54  | 25 jan 2006 | Nyukasa       | H. Kurosaki, A. Nakajima | —         | MPC                           |
| 199288     | 2006 BX56  | 22 jan 2006 | Mount Lemmon  | Mount Lemmon Survey      | —         | MPC                           |
| 199289     | 2006 BO57  | 23 jan 2006 | Kitt Peak     | Spacewatch               | —         | MPC                           |
| 199290     | 2006 BQ58  | 23 jan 2006 | Socorro       | LINEAR                   | Eos       | MPC                           |
| 199291     | 2006 BB60  | 25 jan 2006 | Kitt Peak     | Spacewatch               | —         | MPC                           |
| 199292     | 2006 BD63  | 21 jan 2006 | Palomar       | NEAT                     | Phocaea   | MPC                           |
| 199293     | 2006 BC66  | 23 jan 2006 | Kitt Peak     | Spacewatch               | —         | MPC                           |
| 199294     | 2006 BN68  | 23 jan 2006 | Kitt Peak     | Spacewatch               | Mitidika  | MPC                           |
| 199295     | 2006 BQ68  | 23 jan 2006 | Kitt Peak     | Spacewatch               | Themis    | MPC                           |
| 199296     | 2006 BA76  | 23 jan 2006 | Kitt Peak     | Spacewatch               | —         | MPC                           |
| 199297     | 2006 BB79  | 23 jan 2006 | Kitt Peak     | Spacewatch               | —         | MPC                           |
| 199298     | 2006 BL79  | 23 jan 2006 | Kitt Peak     | Spacewatch               | Ursula    | MPC                           |
| 199299     | 2006 BV79  | 23 jan 2006 | Kitt Peak     | Spacewatch               | —         | MPC                           |
| 199300     | 2006 BB80  | 23 jan 2006 | Kitt Peak     | Spacewatch               | —         | MPC                           |

## 199301–199400
| Designação | Designação | Descoberta  | Descoberta       | Descobridor(es)     | Categoria | Mais informações / Referência |
| Permanente | Provisória | Data        | Local            | Descobridor(es)     | Categoria | Mais informações / Referência |
| ---------- | ---------- | ----------- | ---------------- | ------------------- | --------- | ----------------------------- |
| 199301     | 2006 BC82  | 23 jan 2006 | Kitt Peak        | Spacewatch          | —         | MPC                           |
| 199302     | 2006 BD82  | 23 jan 2006 | Kitt Peak        | Spacewatch          | —         | MPC                           |
| 199303     | 2006 BM83  | 25 jan 2006 | Kitt Peak        | Spacewatch          | Mitidika  | MPC                           |
| 199304     | 2006 BV83  | 25 jan 2006 | Kitt Peak        | Spacewatch          | —         | MPC                           |
| 199305     | 2006 BR86  | 25 jan 2006 | Kitt Peak        | Spacewatch          | Mitidika  | MPC                           |
| 199306     | 2006 BL91  | 26 jan 2006 | Kitt Peak        | Spacewatch          | —         | MPC                           |
| 199307     | 2006 BR93  | 26 jan 2006 | Kitt Peak        | Spacewatch          | —         | MPC                           |
| 199308     | 2006 BS93  | 26 jan 2006 | Kitt Peak        | Spacewatch          | Mitidika  | MPC                           |
| 199309     | 2006 BF98  | 27 jan 2006 | Socorro          | LINEAR              | Chloris   | MPC                           |
| 199310     | 2006 BB99  | 27 jan 2006 | Catalina         | CSS                 | —         | MPC                           |
| 199311     | 2006 BJ99  | 22 jan 2006 | Mount Lemmon     | Mount Lemmon Survey | —         | MPC                           |
| 199312     | 2006 BN101 | 23 jan 2006 | Mount Lemmon     | Mount Lemmon Survey | —         | MPC                           |
| 199313     | 2006 BZ101 | 23 jan 2006 | Mount Lemmon     | Mount Lemmon Survey | —         | MPC                           |
| 199314     | 2006 BG102 | 23 jan 2006 | Mount Lemmon     | Mount Lemmon Survey | —         | MPC                           |
| 199315     | 2006 BN103 | 23 jan 2006 | Mount Lemmon     | Mount Lemmon Survey | —         | MPC                           |
| 199316     | 2006 BR103 | 23 jan 2006 | Mount Lemmon     | Mount Lemmon Survey | —         | MPC                           |
| 199317     | 2006 BQ107 | 25 jan 2006 | Kitt Peak        | Spacewatch          | —         | MPC                           |
| 199318     | 2006 BA113 | 25 jan 2006 | Kitt Peak        | Spacewatch          | —         | MPC                           |
| 199319     | 2006 BJ114 | 25 jan 2006 | Kitt Peak        | Spacewatch          | —         | MPC                           |
| 199320     | 2006 BB117 | 26 jan 2006 | Kitt Peak        | Spacewatch          | Mitidika  | MPC                           |
| 199321     | 2006 BN117 | 26 jan 2006 | Mount Lemmon     | Mount Lemmon Survey | —         | MPC                           |
| 199322     | 2006 BC118 | 26 jan 2006 | Kitt Peak        | Spacewatch          | —         | MPC                           |
| 199323     | 2006 BB120 | 26 jan 2006 | Kitt Peak        | Spacewatch          | —         | MPC                           |
| 199324     | 2006 BD122 | 26 jan 2006 | Kitt Peak        | Spacewatch          | —         | MPC                           |
| 199325     | 2006 BJ122 | 26 jan 2006 | Kitt Peak        | Spacewatch          | —         | MPC                           |
| 199326     | 2006 BR122 | 26 jan 2006 | Kitt Peak        | Spacewatch          | —         | MPC                           |
| 199327     | 2006 BR128 | 26 jan 2006 | Mount Lemmon     | Mount Lemmon Survey | —         | MPC                           |
| 199328     | 2006 BC131 | 26 jan 2006 | Kitt Peak        | Spacewatch          | —         | MPC                           |
| 199329     | 2006 BH131 | 26 jan 2006 | Kitt Peak        | Spacewatch          | —         | MPC                           |
| 199330     | 2006 BS131 | 26 jan 2006 | Kitt Peak        | Spacewatch          | —         | MPC                           |
| 199331     | 2006 BT131 | 26 jan 2006 | Kitt Peak        | Spacewatch          | —         | MPC                           |
| 199332     | 2006 BU131 | 26 jan 2006 | Kitt Peak        | Spacewatch          | —         | MPC                           |
| 199333     | 2006 BZ131 | 26 jan 2006 | Kitt Peak        | Spacewatch          | —         | MPC                           |
| 199334     | 2006 BS133 | 26 jan 2006 | Mount Lemmon     | Mount Lemmon Survey | —         | MPC                           |
| 199335     | 2006 BX133 | 26 jan 2006 | Mount Lemmon     | Mount Lemmon Survey | —         | MPC                           |
| 199336     | 2006 BU138 | 28 jan 2006 | Mount Lemmon     | Mount Lemmon Survey | —         | MPC                           |
| 199337     | 2006 BE147 | 31 jan 2006 | 7300 Observatory | W. K. Y. Yeung      | —         | MPC                           |
| 199338     | 2006 BM148 | 22 jan 2006 | Catalina         | CSS                 | —         | MPC                           |
| 199339     | 2006 BS150 | 25 jan 2006 | Kitt Peak        | Spacewatch          | —         | MPC                           |
| 199340     | 2006 BA155 | 25 jan 2006 | Kitt Peak        | Spacewatch          | —         | MPC                           |
| 199341     | 2006 BM157 | 25 jan 2006 | Kitt Peak        | Spacewatch          | —         | MPC                           |
| 199342     | 2006 BW157 | 25 jan 2006 | Kitt Peak        | Spacewatch          | —         | MPC                           |
| 199343     | 2006 BY157 | 25 jan 2006 | Kitt Peak        | Spacewatch          | —         | MPC                           |
| 199344     | 2006 BL158 | 25 jan 2006 | Kitt Peak        | Spacewatch          | —         | MPC                           |
| 199345     | 2006 BS158 | 26 jan 2006 | Mount Lemmon     | Mount Lemmon Survey | —         | MPC                           |
| 199346     | 2006 BP161 | 26 jan 2006 | Anderson Mesa    | LONEOS              | —         | MPC                           |
| 199347     | 2006 BA162 | 26 jan 2006 | Catalina         | CSS                 | —         | MPC                           |
| 199348     | 2006 BW162 | 26 jan 2006 | Mount Lemmon     | Mount Lemmon Survey | —         | MPC                           |
| 199349     | 2006 BB163 | 26 jan 2006 | Mount Lemmon     | Mount Lemmon Survey | —         | MPC                           |
| 199350     | 2006 BJ163 | 26 jan 2006 | Mount Lemmon     | Mount Lemmon Survey | —         | MPC                           |
| 199351     | 2006 BT165 | 26 jan 2006 | Mount Lemmon     | Mount Lemmon Survey | —         | MPC                           |
| 199352     | 2006 BD167 | 26 jan 2006 | Mount Lemmon     | Mount Lemmon Survey | —         | MPC                           |
| 199353     | 2006 BP168 | 26 jan 2006 | Mount Lemmon     | Mount Lemmon Survey | Themis    | MPC                           |
| 199354     | 2006 BR179 | 27 jan 2006 | Mount Lemmon     | Mount Lemmon Survey | —         | MPC                           |
| 199355     | 2006 BD180 | 27 jan 2006 | Mount Lemmon     | Mount Lemmon Survey | —         | MPC                           |
| 199356     | 2006 BW182 | 27 jan 2006 | Mount Lemmon     | Mount Lemmon Survey | —         | MPC                           |
| 199357     | 2006 BY182 | 27 jan 2006 | Mount Lemmon     | Mount Lemmon Survey | —         | MPC                           |
| 199358     | 2006 BZ182 | 27 jan 2006 | Mount Lemmon     | Mount Lemmon Survey | —         | MPC                           |
| 199359     | 2006 BG183 | 27 jan 2006 | Mount Lemmon     | Mount Lemmon Survey | —         | MPC                           |
| 199360     | 2006 BP186 | 28 jan 2006 | Mount Lemmon     | Mount Lemmon Survey | —         | MPC                           |
| 199361     | 2006 BV186 | 28 jan 2006 | Mount Lemmon     | Mount Lemmon Survey | —         | MPC                           |
| 199362     | 2006 BR188 | 28 jan 2006 | Kitt Peak        | Spacewatch          | —         | MPC                           |
| 199363     | 2006 BQ189 | 28 jan 2006 | Kitt Peak        | Spacewatch          | —         | MPC                           |
| 199364     | 2006 BY190 | 28 jan 2006 | Kitt Peak        | Spacewatch          | —         | MPC                           |
| 199365     | 2006 BN192 | 30 jan 2006 | Kitt Peak        | Spacewatch          | —         | MPC                           |
| 199366     | 2006 BP195 | 30 jan 2006 | Kitt Peak        | Spacewatch          | —         | MPC                           |
| 199367     | 2006 BZ198 | 30 jan 2006 | Kitt Peak        | Spacewatch          | —         | MPC                           |
| 199368     | 2006 BE201 | 31 jan 2006 | Mount Lemmon     | Mount Lemmon Survey | —         | MPC                           |
| 199369     | 2006 BY201 | 31 jan 2006 | Kitt Peak        | Spacewatch          | —         | MPC                           |
| 199370     | 2006 BA203 | 31 jan 2006 | Kitt Peak        | Spacewatch          | —         | MPC                           |
| 199371     | 2006 BA211 | 31 jan 2006 | Catalina         | CSS                 | Phocaea   | MPC                           |
| 199372     | 2006 BZ211 | 31 jan 2006 | Kitt Peak        | Spacewatch          | —         | MPC                           |
| 199373     | 2006 BT216 | 26 jan 2006 | Anderson Mesa    | LONEOS              | —         | MPC                           |
| 199374     | 2006 BW218 | 28 jan 2006 | Mount Lemmon     | Mount Lemmon Survey | —         | MPC                           |
| 199375     | 2006 BB219 | 28 jan 2006 | Mount Lemmon     | Mount Lemmon Survey | —         | MPC                           |
| 199376     | 2006 BO222 | 30 jan 2006 | Kitt Peak        | Spacewatch          | —         | MPC                           |
| 199377     | 2006 BW223 | 30 jan 2006 | Kitt Peak        | Spacewatch          | —         | MPC                           |
| 199378     | 2006 BA224 | 30 jan 2006 | Kitt Peak        | Spacewatch          | —         | MPC                           |
| 199379     | 2006 BX226 | 30 jan 2006 | Kitt Peak        | Spacewatch          | —         | MPC                           |
| 199380     | 2006 BK227 | 30 jan 2006 | Kitt Peak        | Spacewatch          | —         | MPC                           |
| 199381     | 2006 BP227 | 30 jan 2006 | Kitt Peak        | Spacewatch          | —         | MPC                           |
| 199382     | 2006 BH240 | 31 jan 2006 | Kitt Peak        | Spacewatch          | —         | MPC                           |
| 199383     | 2006 BY247 | 31 jan 2006 | Kitt Peak        | Spacewatch          | —         | MPC                           |
| 199384     | 2006 BC248 | 31 jan 2006 | Kitt Peak        | Spacewatch          | —         | MPC                           |
| 199385     | 2006 BT248 | 31 jan 2006 | Kitt Peak        | Spacewatch          | —         | MPC                           |
| 199386     | 2006 BV249 | 31 jan 2006 | Mount Lemmon     | Mount Lemmon Survey | —         | MPC                           |
| 199387     | 2006 BP251 | 31 jan 2006 | Kitt Peak        | Spacewatch          | —         | MPC                           |
| 199388     | 2006 BA252 | 31 jan 2006 | Kitt Peak        | Spacewatch          | —         | MPC                           |
| 199389     | 2006 BH254 | 31 jan 2006 | Kitt Peak        | Spacewatch          | —         | MPC                           |
| 199390     | 2006 BD255 | 31 jan 2006 | Kitt Peak        | Spacewatch          | —         | MPC                           |
| 199391     | 2006 BN255 | 31 jan 2006 | Kitt Peak        | Spacewatch          | —         | MPC                           |
| 199392     | 2006 BB257 | 31 jan 2006 | Kitt Peak        | Spacewatch          | —         | MPC                           |
| 199393     | 2006 BJ264 | 31 jan 2006 | Kitt Peak        | Spacewatch          | Themis    | MPC                           |
| 199394     | 2006 BU264 | 31 jan 2006 | Kitt Peak        | Spacewatch          | —         | MPC                           |
| 199395     | 2006 BE265 | 31 jan 2006 | Kitt Peak        | Spacewatch          | —         | MPC                           |
| 199396     | 2006 BA266 | 31 jan 2006 | Kitt Peak        | Spacewatch          | —         | MPC                           |
| 199397     | 2006 BD266 | 31 jan 2006 | Kitt Peak        | Spacewatch          | —         | MPC                           |
| 199398     | 2006 BO266 | 31 jan 2006 | Kitt Peak        | Spacewatch          | —         | MPC                           |
| 199399     | 2006 BT268 | 27 jan 2006 | Catalina         | CSS                 | —         | MPC                           |
| 199400     | 2006 BZ273 | 26 jan 2006 | Kitt Peak        | Spacewatch          | Mitidika  | MPC                           |

## 199401–199500
| Designação | Designação | Descoberta  | Descoberta    | Descobridor(es)     | Categoria | Mais informações / Referência |
| Permanente | Provisória | Data        | Local         | Descobridor(es)     | Categoria | Mais informações / Referência |
| ---------- | ---------- | ----------- | ------------- | ------------------- | --------- | ----------------------------- |
| 199401     | 2006 BG274 | 23 jan 2006 | Mount Lemmon  | Mount Lemmon Survey | —         | MPC                           |
| 199402     | 2006 BW274 | 23 jan 2006 | Mount Lemmon  | Mount Lemmon Survey | —         | MPC                           |
| 199403     | 2006 CM9   | 1 fev 2006  | Catalina      | CSS                 | —         | MPC                           |
| 199404     | 2006 CG14  | 1 fev 2006  | Kitt Peak     | Spacewatch          | —         | MPC                           |
| 199405     | 2006 CV17  | 1 fev 2006  | Kitt Peak     | Spacewatch          | —         | MPC                           |
| 199406     | 2006 CF19  | 1 fev 2006  | Mount Lemmon  | Mount Lemmon Survey | —         | MPC                           |
| 199407     | 2006 CF21  | 1 fev 2006  | Catalina      | CSS                 | —         | MPC                           |
| 199408     | 2006 CC27  | 2 fev 2006  | Kitt Peak     | Spacewatch          | —         | MPC                           |
| 199409     | 2006 CW29  | 2 fev 2006  | Kitt Peak     | Spacewatch          | —         | MPC                           |
| 199410     | 2006 CY34  | 2 fev 2006  | Mount Lemmon  | Mount Lemmon Survey | —         | MPC                           |
| 199411     | 2006 CZ38  | 2 fev 2006  | Kitt Peak     | Spacewatch          | —         | MPC                           |
| 199412     | 2006 CR41  | 2 fev 2006  | Kitt Peak     | Spacewatch          | —         | MPC                           |
| 199413     | 2006 CV42  | 2 fev 2006  | Kitt Peak     | Spacewatch          | —         | MPC                           |
| 199414     | 2006 CV43  | 2 fev 2006  | Mount Lemmon  | Mount Lemmon Survey | —         | MPC                           |
| 199415     | 2006 CY43  | 2 fev 2006  | Kitt Peak     | Spacewatch          | —         | MPC                           |
| 199416     | 2006 CJ53  | 4 fev 2006  | Kitt Peak     | Spacewatch          | —         | MPC                           |
| 199417     | 2006 CJ57  | 4 fev 2006  | Mount Lemmon  | Mount Lemmon Survey | Themis    | MPC                           |
| 199418     | 2006 CU57  | 4 fev 2006  | Mount Lemmon  | Mount Lemmon Survey | —         | MPC                           |
| 199419     | 2006 DG    | 21 fev 2006 | RAS           | A. Lowe             | —         | MPC                           |
| 199420     | 2006 DQ1   | 20 fev 2006 | Kitt Peak     | Spacewatch          | —         | MPC                           |
| 199421     | 2006 DX1   | 20 fev 2006 | Kitt Peak     | Spacewatch          | Mitidika  | MPC                           |
| 199422     | 2006 DZ1   | 20 fev 2006 | Kitt Peak     | Spacewatch          | —         | MPC                           |
| 199423     | 2006 DR6   | 20 fev 2006 | Mount Lemmon  | Mount Lemmon Survey | —         | MPC                           |
| 199424     | 2006 DA7   | 20 fev 2006 | Catalina      | CSS                 | —         | MPC                           |
| 199425     | 2006 DD8   | 20 fev 2006 | Kitt Peak     | Spacewatch          | Ursula    | MPC                           |
| 199426     | 2006 DE8   | 20 fev 2006 | Kitt Peak     | Spacewatch          | —         | MPC                           |
| 199427     | 2006 DC12  | 20 fev 2006 | Catalina      | CSS                 | —         | MPC                           |
| 199428     | 2006 DS12  | 21 fev 2006 | Catalina      | CSS                 | —         | MPC                           |
| 199429     | 2006 DJ13  | 22 fev 2006 | Catalina      | CSS                 | —         | MPC                           |
| 199430     | 2006 DP19  | 20 fev 2006 | Kitt Peak     | Spacewatch          | —         | MPC                           |
| 199431     | 2006 DD20  | 20 fev 2006 | Kitt Peak     | Spacewatch          | —         | MPC                           |
| 199432     | 2006 DH22  | 20 fev 2006 | Kitt Peak     | Spacewatch          | —         | MPC                           |
| 199433     | 2006 DY22  | 20 fev 2006 | Kitt Peak     | Spacewatch          | Eos       | MPC                           |
| 199434     | 2006 DJ23  | 20 fev 2006 | Kitt Peak     | Spacewatch          | —         | MPC                           |
| 199435     | 2006 DT24  | 20 fev 2006 | Kitt Peak     | Spacewatch          | —         | MPC                           |
| 199436     | 2006 DV25  | 20 fev 2006 | Kitt Peak     | Spacewatch          | —         | MPC                           |
| 199437     | 2006 DN26  | 20 fev 2006 | Mount Lemmon  | Mount Lemmon Survey | —         | MPC                           |
| 199438     | 2006 DR30  | 20 fev 2006 | Kitt Peak     | Spacewatch          | —         | MPC                           |
| 199439     | 2006 DN31  | 20 fev 2006 | Mount Lemmon  | Mount Lemmon Survey | —         | MPC                           |
| 199440     | 2006 DU31  | 20 fev 2006 | Mount Lemmon  | Mount Lemmon Survey | —         | MPC                           |
| 199441     | 2006 DY31  | 20 fev 2006 | Mount Lemmon  | Mount Lemmon Survey | —         | MPC                           |
| 199442     | 2006 DL33  | 20 fev 2006 | Kitt Peak     | Spacewatch          | —         | MPC                           |
| 199443     | 2006 DN33  | 20 fev 2006 | Kitt Peak     | Spacewatch          | —         | MPC                           |
| 199444     | 2006 DM34  | 20 fev 2006 | Kitt Peak     | Spacewatch          | —         | MPC                           |
| 199445     | 2006 DU34  | 20 fev 2006 | Mount Lemmon  | Mount Lemmon Survey | —         | MPC                           |
| 199446     | 2006 DM35  | 20 fev 2006 | Mount Lemmon  | Mount Lemmon Survey | —         | MPC                           |
| 199447     | 2006 DG36  | 20 fev 2006 | Mount Lemmon  | Mount Lemmon Survey | —         | MPC                           |
| 199448     | 2006 DQ37  | 20 fev 2006 | Mount Lemmon  | Mount Lemmon Survey | —         | MPC                           |
| 199449     | 2006 DD38  | 21 fev 2006 | Anderson Mesa | LONEOS              | —         | MPC                           |
| 199450     | 2006 DF38  | 21 fev 2006 | Anderson Mesa | LONEOS              | —         | MPC                           |
| 199451     | 2006 DH38  | 21 fev 2006 | Anderson Mesa | LONEOS              | Mitidika  | MPC                           |
| 199452     | 2006 DK38  | 21 fev 2006 | Anderson Mesa | LONEOS              | —         | MPC                           |
| 199453     | 2006 DL39  | 21 fev 2006 | Mount Lemmon  | Mount Lemmon Survey | —         | MPC                           |
| 199454     | 2006 DQ39  | 22 fev 2006 | Catalina      | CSS                 | Phocaea   | MPC                           |
| 199455     | 2006 DY40  | 22 fev 2006 | Catalina      | CSS                 | —         | MPC                           |
| 199456     | 2006 DF41  | 23 fev 2006 | Kitt Peak     | Spacewatch          | —         | MPC                           |
| 199457     | 2006 DN41  | 23 fev 2006 | Anderson Mesa | LONEOS              | —         | MPC                           |
| 199458     | 2006 DJ45  | 20 fev 2006 | Mount Lemmon  | Mount Lemmon Survey | —         | MPC                           |
| 199459     | 2006 DT46  | 20 fev 2006 | Mount Lemmon  | Mount Lemmon Survey | —         | MPC                           |
| 199460     | 2006 DB47  | 20 fev 2006 | Mount Lemmon  | Mount Lemmon Survey | —         | MPC                           |
| 199461     | 2006 DP52  | 24 fev 2006 | Palomar       | NEAT                | —         | MPC                           |
| 199462     | 2006 DZ52  | 24 fev 2006 | Kitt Peak     | Spacewatch          | —         | MPC                           |
| 199463     | 2006 DX57  | 24 fev 2006 | Mount Lemmon  | Mount Lemmon Survey | —         | MPC                           |
| 199464     | 2006 DY57  | 24 fev 2006 | Mount Lemmon  | Mount Lemmon Survey | —         | MPC                           |
| 199465     | 2006 DX58  | 24 fev 2006 | Kitt Peak     | Spacewatch          | —         | MPC                           |
| 199466     | 2006 DC59  | 24 fev 2006 | Mount Lemmon  | Mount Lemmon Survey | —         | MPC                           |
| 199467     | 2006 DW59  | 24 fev 2006 | Mount Lemmon  | Mount Lemmon Survey | —         | MPC                           |
| 199468     | 2006 DF60  | 24 fev 2006 | Kitt Peak     | Spacewatch          | —         | MPC                           |
| 199469     | 2006 DR60  | 24 fev 2006 | Kitt Peak     | Spacewatch          | —         | MPC                           |
| 199470     | 2006 DL62  | 25 fev 2006 | Socorro       | LINEAR              | —         | MPC                           |
| 199471     | 2006 DR64  | 20 fev 2006 | Catalina      | CSS                 | —         | MPC                           |
| 199472     | 2006 DT64  | 20 fev 2006 | Catalina      | CSS                 | —         | MPC                           |
| 199473     | 2006 DW64  | 20 fev 2006 | Catalina      | CSS                 | —         | MPC                           |
| 199474     | 2006 DD66  | 21 fev 2006 | Catalina      | CSS                 | —         | MPC                           |
| 199475     | 2006 DQ66  | 22 fev 2006 | Catalina      | CSS                 | —         | MPC                           |
| 199476     | 2006 DS66  | 22 fev 2006 | Socorro       | LINEAR              | —         | MPC                           |
| 199477     | 2006 DV66  | 22 fev 2006 | Anderson Mesa | LONEOS              | —         | MPC                           |
| 199478     | 2006 DE73  | 22 fev 2006 | Anderson Mesa | LONEOS              | —         | MPC                           |
| 199479     | 2006 DM73  | 22 fev 2006 | Mount Lemmon  | Mount Lemmon Survey | —         | MPC                           |
| 199480     | 2006 DY73  | 23 fev 2006 | Kitt Peak     | Spacewatch          | —         | MPC                           |
| 199481     | 2006 DO74  | 24 fev 2006 | Kitt Peak     | Spacewatch          | —         | MPC                           |
| 199482     | 2006 DE76  | 24 fev 2006 | Kitt Peak     | Spacewatch          | —         | MPC                           |
| 199483     | 2006 DY76  | 24 fev 2006 | Kitt Peak     | Spacewatch          | —         | MPC                           |
| 199484     | 2006 DA77  | 24 fev 2006 | Kitt Peak     | Spacewatch          | —         | MPC                           |
| 199485     | 2006 DH79  | 24 fev 2006 | Kitt Peak     | Spacewatch          | —         | MPC                           |
| 199486     | 2006 DP79  | 24 fev 2006 | Kitt Peak     | Spacewatch          | —         | MPC                           |
| 199487     | 2006 DY81  | 24 fev 2006 | Kitt Peak     | Spacewatch          | —         | MPC                           |
| 199488     | 2006 DB83  | 24 fev 2006 | Kitt Peak     | Spacewatch          | —         | MPC                           |
| 199489     | 2006 DO83  | 24 fev 2006 | Kitt Peak     | Spacewatch          | —         | MPC                           |
| 199490     | 2006 DT84  | 24 fev 2006 | Kitt Peak     | Spacewatch          | —         | MPC                           |
| 199491     | 2006 DD85  | 24 fev 2006 | Kitt Peak     | Spacewatch          | —         | MPC                           |
| 199492     | 2006 DX87  | 24 fev 2006 | Kitt Peak     | Spacewatch          | —         | MPC                           |
| 199493     | 2006 DG89  | 24 fev 2006 | Kitt Peak     | Spacewatch          | —         | MPC                           |
| 199494     | 2006 DR91  | 24 fev 2006 | Kitt Peak     | Spacewatch          | —         | MPC                           |
| 199495     | 2006 DS92  | 24 fev 2006 | Kitt Peak     | Spacewatch          | —         | MPC                           |
| 199496     | 2006 DA94  | 24 fev 2006 | Kitt Peak     | Spacewatch          | —         | MPC                           |
| 199497     | 2006 DE94  | 24 fev 2006 | Kitt Peak     | Spacewatch          | —         | MPC                           |
| 199498     | 2006 DX95  | 24 fev 2006 | Kitt Peak     | Spacewatch          | —         | MPC                           |
| 199499     | 2006 DN96  | 24 fev 2006 | Kitt Peak     | Spacewatch          | Brangane  | MPC                           |
| 199500     | 2006 DD103 | 25 fev 2006 | Mount Lemmon  | Mount Lemmon Survey | —         | MPC                           |

## 199501–199600
| Designação     | Designação | Descoberta  | Descoberta    | Descobridor(es)     | Categoria | Mais informações / Referência |
| Permanente     | Provisória | Data        | Local         | Descobridor(es)     | Categoria | Mais informações / Referência |
| -------------- | ---------- | ----------- | ------------- | ------------------- | --------- | ----------------------------- |
| 199501         | 2006 DG104 | 25 fev 2006 | Kitt Peak     | Spacewatch          | —         | MPC                           |
| 199502         | 2006 DH110 | 25 fev 2006 | Socorro       | LINEAR              | —         | MPC                           |
| 199503         | 2006 DZ110 | 25 fev 2006 | Kitt Peak     | Spacewatch          | —         | MPC                           |
| 199504         | 2006 DT112 | 27 fev 2006 | Mount Lemmon  | Mount Lemmon Survey | —         | MPC                           |
| 199505         | 2006 DT115 | 27 fev 2006 | Kitt Peak     | Spacewatch          | —         | MPC                           |
| 199506         | 2006 DF117 | 27 fev 2006 | Kitt Peak     | Spacewatch          | —         | MPC                           |
| 199507         | 2006 DQ118 | 28 fev 2006 | Mount Lemmon  | Mount Lemmon Survey | —         | MPC                           |
| 199508         | 2006 DJ122 | 23 fev 2006 | Anderson Mesa | LONEOS              | —         | MPC                           |
| 199509         | 2006 DV122 | 24 fev 2006 | Catalina      | CSS                 | Eos       | MPC                           |
| 199510         | 2006 DW122 | 24 fev 2006 | Anderson Mesa | LONEOS              | —         | MPC                           |
| 199511         | 2006 DH124 | 24 fev 2006 | Mount Lemmon  | Mount Lemmon Survey | —         | MPC                           |
| 199512         | 2006 DR124 | 24 fev 2006 | Kitt Peak     | Spacewatch          | —         | MPC                           |
| 199513         | 2006 DU127 | 25 fev 2006 | Mount Lemmon  | Mount Lemmon Survey | —         | MPC                           |
| 199514         | 2006 DW134 | 25 fev 2006 | Mount Lemmon  | Mount Lemmon Survey | —         | MPC                           |
| 199515         | 2006 DF135 | 25 fev 2006 | Mount Lemmon  | Mount Lemmon Survey | —         | MPC                           |
| 199516         | 2006 DM137 | 25 fev 2006 | Kitt Peak     | Spacewatch          | —         | MPC                           |
| 199517         | 2006 DJ139 | 25 fev 2006 | Kitt Peak     | Spacewatch          | —         | MPC                           |
| 199518         | 2006 DQ141 | 25 fev 2006 | Kitt Peak     | Spacewatch          | —         | MPC                           |
| 199519         | 2006 DH143 | 25 fev 2006 | Mount Lemmon  | Mount Lemmon Survey | —         | MPC                           |
| 199520         | 2006 DT143 | 25 fev 2006 | Mount Lemmon  | Mount Lemmon Survey | —         | MPC                           |
| 199521         | 2006 DX143 | 25 fev 2006 | Mount Lemmon  | Mount Lemmon Survey | —         | MPC                           |
| 199522         | 2006 DX147 | 25 fev 2006 | Kitt Peak     | Spacewatch          | —         | MPC                           |
| 199523         | 2006 DM150 | 25 fev 2006 | Kitt Peak     | Spacewatch          | —         | MPC                           |
| 199524         | 2006 DV152 | 25 fev 2006 | Kitt Peak     | Spacewatch          | —         | MPC                           |
| 199525         | 2006 DJ156 | 27 fev 2006 | Kitt Peak     | Spacewatch          | —         | MPC                           |
| 199526         | 2006 DC164 | 27 fev 2006 | Mount Lemmon  | Mount Lemmon Survey | —         | MPC                           |
| 199527         | 2006 DT179 | 27 fev 2006 | Mount Lemmon  | Mount Lemmon Survey | —         | MPC                           |
| 199528         | 2006 DF188 | 27 fev 2006 | Kitt Peak     | Spacewatch          | —         | MPC                           |
| 199529         | 2006 DB189 | 27 fev 2006 | Kitt Peak     | Spacewatch          | —         | MPC                           |
| 199530         | 2006 DJ190 | 27 fev 2006 | Kitt Peak     | Spacewatch          | —         | MPC                           |
| 199531         | 2006 DV191 | 27 fev 2006 | Kitt Peak     | Spacewatch          | —         | MPC                           |
| 199532         | 2006 DX196 | 24 fev 2006 | Catalina      | CSS                 | Phocaea   | MPC                           |
| 199533         | 2006 DN197 | 24 fev 2006 | Catalina      | CSS                 | —         | MPC                           |
| 199534         | 2006 DM198 | 27 fev 2006 | Mount Lemmon  | Mount Lemmon Survey | —         | MPC                           |
| 199535         | 2006 DU199 | 24 fev 2006 | Catalina      | CSS                 | —         | MPC                           |
| 199536         | 2006 DT201 | 20 fev 2006 | Catalina      | CSS                 | —         | MPC                           |
| 199537         | 2006 DY201 | 20 fev 2006 | Socorro       | LINEAR              | —         | MPC                           |
| 199538         | 2006 DE203 | 22 fev 2006 | Anderson Mesa | LONEOS              | —         | MPC                           |
| 199539         | 2006 DN203 | 22 fev 2006 | Catalina      | CSS                 | —         | MPC                           |
| 199540         | 2006 DD206 | 25 fev 2006 | Mount Lemmon  | Mount Lemmon Survey | —         | MPC                           |
| 199541         | 2006 DV206 | 25 fev 2006 | Mount Lemmon  | Mount Lemmon Survey | —         | MPC                           |
| 199542         | 2006 DM208 | 25 fev 2006 | Kitt Peak     | Spacewatch          | —         | MPC                           |
| 199543         | 2006 DL210 | 20 fev 2006 | Kitt Peak     | Spacewatch          | —         | MPC                           |
| 199544         | 2006 DG212 | 25 fev 2006 | Mount Lemmon  | Mount Lemmon Survey | —         | MPC                           |
| 199545         | 2006 DB215 | 25 fev 2006 | Mount Lemmon  | Mount Lemmon Survey | —         | MPC                           |
| 199546         | 2006 DT216 | 21 fev 2006 | Mount Lemmon  | Mount Lemmon Survey | —         | MPC                           |
| 199547         | 2006 ET7   | 2 mar 2006  | Kitt Peak     | Spacewatch          | —         | MPC                           |
| 199548         | 2006 EN10  | 2 mar 2006  | Kitt Peak     | Spacewatch          | —         | MPC                           |
| 199549         | 2006 EQ11  | 2 mar 2006  | Kitt Peak     | Spacewatch          | —         | MPC                           |
| 199550         | 2006 EE15  | 2 mar 2006  | Kitt Peak     | Spacewatch          | Themis    | MPC                           |
| 199551         | 2006 EE17  | 2 mar 2006  | Mount Lemmon  | Mount Lemmon Survey | —         | MPC                           |
| 199552         | 2006 EC18  | 2 mar 2006  | Mount Lemmon  | Mount Lemmon Survey | —         | MPC                           |
| 199553         | 2006 EU18  | 2 mar 2006  | Kitt Peak     | Spacewatch          | —         | MPC                           |
| 199554         | 2006 EA20  | 2 mar 2006  | Kitt Peak     | Spacewatch          | —         | MPC                           |
| 199555         | 2006 EV24  | 3 mar 2006  | Kitt Peak     | Spacewatch          | Ursula    | MPC                           |
| 199556         | 2006 EF27  | 3 mar 2006  | Socorro       | LINEAR              | —         | MPC                           |
| 199557         | 2006 EQ34  | 3 mar 2006  | Kitt Peak     | Spacewatch          | —         | MPC                           |
| 199558         | 2006 EV34  | 3 mar 2006  | Kitt Peak     | Spacewatch          | —         | MPC                           |
| 199559         | 2006 EZ34  | 3 mar 2006  | Kitt Peak     | Spacewatch          | —         | MPC                           |
| 199560         | 2006 EB40  | 4 mar 2006  | Kitt Peak     | Spacewatch          | —         | MPC                           |
| 199561         | 2006 EO40  | 4 mar 2006  | Kitt Peak     | Spacewatch          | —         | MPC                           |
| 199562         | 2006 EO41  | 4 mar 2006  | Catalina      | CSS                 | —         | MPC                           |
| 199563         | 2006 EP41  | 4 mar 2006  | Catalina      | CSS                 | —         | MPC                           |
| 199564         | 2006 ES41  | 4 mar 2006  | Catalina      | CSS                 | —         | MPC                           |
| 199565         | 2006 EH43  | 5 mar 2006  | Kitt Peak     | Spacewatch          | —         | MPC                           |
| 199566         | 2006 EG47  | 4 mar 2006  | Kitt Peak     | Spacewatch          | —         | MPC                           |
| 199567         | 2006 EA48  | 4 mar 2006  | Kitt Peak     | Spacewatch          | —         | MPC                           |
| 199568         | 2006 EF48  | 4 mar 2006  | Kitt Peak     | Spacewatch          | —         | MPC                           |
| 199569         | 2006 ED57  | 5 mar 2006  | Kitt Peak     | Spacewatch          | —         | MPC                           |
| 199570         | 2006 EA58  | 5 mar 2006  | Kitt Peak     | Spacewatch          | —         | MPC                           |
| 199571         | 2006 EK62  | 5 mar 2006  | Kitt Peak     | Spacewatch          | —         | MPC                           |
| 199572         | 2006 EN65  | 5 mar 2006  | Kitt Peak     | Spacewatch          | —         | MPC                           |
| 199573         | 2006 EE67  | 8 mar 2006  | Kitt Peak     | Spacewatch          | Brangane  | MPC                           |
| 199574 Webbert | 2006 EX67  | 2 mar 2006  | Kitt Peak     | M. W. Buie          | —         | MPC                           |
| 199575         | 2006 EU72  | 5 mar 2006  | Kitt Peak     | Spacewatch          | —         | MPC                           |
| 199576         | 2006 EZ72  | 3 mar 2006  | Kitt Peak     | Spacewatch          | —         | MPC                           |
| 199577         | 2006 FH1   | 21 mar 2006 | Mount Lemmon  | Mount Lemmon Survey | —         | MPC                           |
| 199578         | 2006 FQ2   | 23 mar 2006 | Kitt Peak     | Spacewatch          | Ursula    | MPC                           |
| 199579         | 2006 FV2   | 23 mar 2006 | Kitt Peak     | Spacewatch          | —         | MPC                           |
| 199580         | 2006 FD3   | 23 mar 2006 | Kitt Peak     | Spacewatch          | —         | MPC                           |
| 199581         | 2006 FM8   | 23 mar 2006 | Mount Lemmon  | Mount Lemmon Survey | —         | MPC                           |
| 199582         | 2006 FT8   | 23 mar 2006 | Mount Lemmon  | Mount Lemmon Survey | —         | MPC                           |
| 199583         | 2006 FO10  | 21 mar 2006 | Socorro       | LINEAR              | —         | MPC                           |
| 199584         | 2006 FS12  | 23 mar 2006 | Kitt Peak     | Spacewatch          | —         | MPC                           |
| 199585         | 2006 FP13  | 23 mar 2006 | Kitt Peak     | Spacewatch          | —         | MPC                           |
| 199586         | 2006 FH14  | 23 mar 2006 | Kitt Peak     | Spacewatch          | —         | MPC                           |
| 199587         | 2006 FD16  | 23 mar 2006 | Mount Lemmon  | Mount Lemmon Survey | —         | MPC                           |
| 199588         | 2006 FO16  | 23 mar 2006 | Mount Lemmon  | Mount Lemmon Survey | —         | MPC                           |
| 199589         | 2006 FV17  | 23 mar 2006 | Kitt Peak     | Spacewatch          | —         | MPC                           |
| 199590         | 2006 FC18  | 23 mar 2006 | Kitt Peak     | Spacewatch          | —         | MPC                           |
| 199591         | 2006 FJ19  | 23 mar 2006 | Mount Lemmon  | Mount Lemmon Survey | Brangane  | MPC                           |
| 199592         | 2006 FU19  | 23 mar 2006 | Mount Lemmon  | Mount Lemmon Survey | Themis    | MPC                           |
| 199593         | 2006 FB20  | 23 mar 2006 | Mount Lemmon  | Mount Lemmon Survey | Pallas    | MPC                           |
| 199594         | 2006 FC20  | 23 mar 2006 | Mount Lemmon  | Mount Lemmon Survey | —         | MPC                           |
| 199595         | 2006 FH20  | 23 mar 2006 | Mount Lemmon  | Mount Lemmon Survey | —         | MPC                           |
| 199596         | 2006 FD23  | 24 mar 2006 | Mount Lemmon  | Mount Lemmon Survey | —         | MPC                           |
| 199597         | 2006 FK23  | 24 mar 2006 | Kitt Peak     | Spacewatch          | —         | MPC                           |
| 199598         | 2006 FV23  | 24 mar 2006 | Kitt Peak     | Spacewatch          | —         | MPC                           |
| 199599         | 2006 FX23  | 24 mar 2006 | Kitt Peak     | Spacewatch          | —         | MPC                           |
| 199600         | 2006 FS24  | 24 mar 2006 | Kitt Peak     | Spacewatch          | —         | MPC                           |

## 199601–199700
| Designação             | Designação | Descoberta  | Descoberta           | Descobridor(es)     | Categoria | Mais informações / Referência |
| Permanente             | Provisória | Data        | Local                | Descobridor(es)     | Categoria | Mais informações / Referência |
| ---------------------- | ---------- | ----------- | -------------------- | ------------------- | --------- | ----------------------------- |
| 199601                 | 2006 FU24  | 24 mar 2006 | Kitt Peak            | Spacewatch          | —         | MPC                           |
| 199602                 | 2006 FH25  | 24 mar 2006 | Kitt Peak            | Spacewatch          | —         | MPC                           |
| 199603                 | 2006 FN25  | 24 mar 2006 | Kitt Peak            | Spacewatch          | —         | MPC                           |
| 199604                 | 2006 FN26  | 24 mar 2006 | Socorro              | LINEAR              | —         | MPC                           |
| 199605                 | 2006 FG34  | 24 mar 2006 | Catalina             | CSS                 | —         | MPC                           |
| 199606                 | 2006 FL34  | 24 mar 2006 | Mount Lemmon         | Mount Lemmon Survey | —         | MPC                           |
| 199607                 | 2006 FP34  | 25 mar 2006 | Palomar              | NEAT                | —         | MPC                           |
| 199608                 | 2006 FK35  | 24 mar 2006 | Kitt Peak            | Spacewatch          | —         | MPC                           |
| 199609                 | 2006 FR36  | 21 mar 2006 | Socorro              | LINEAR              | —         | MPC                           |
| 199610                 | 2006 FJ37  | 24 mar 2006 | Catalina             | CSS                 | —         | MPC                           |
| 199611                 | 2006 FS38  | 23 mar 2006 | Kitt Peak            | Spacewatch          | Ursula    | MPC                           |
| 199612                 | 2006 FE39  | 23 mar 2006 | Catalina             | CSS                 | —         | MPC                           |
| 199613                 | 2006 FN40  | 25 mar 2006 | Kitt Peak            | Spacewatch          | —         | MPC                           |
| 199614                 | 2006 FQ40  | 26 mar 2006 | Kitt Peak            | Spacewatch          | —         | MPC                           |
| 199615                 | 2006 FD41  | 26 mar 2006 | Mount Lemmon         | Mount Lemmon Survey | —         | MPC                           |
| 199616                 | 2006 FX41  | 26 mar 2006 | Mount Lemmon         | Mount Lemmon Survey | —         | MPC                           |
| 199617                 | 2006 FR42  | 26 mar 2006 | Mount Lemmon         | Mount Lemmon Survey | —         | MPC                           |
| 199618                 | 2006 FG43  | 29 mar 2006 | Socorro              | LINEAR              | Brangane  | MPC                           |
| 199619                 | 2006 FT43  | 23 mar 2006 | Catalina             | CSS                 | —         | MPC                           |
| 199620                 | 2006 FN44  | 23 mar 2006 | Kitt Peak            | Spacewatch          | —         | MPC                           |
| 199621                 | 2006 FL45  | 24 mar 2006 | Socorro              | LINEAR              | —         | MPC                           |
| 199622                 | 2006 FR45  | 24 mar 2006 | Anderson Mesa        | LONEOS              | —         | MPC                           |
| 199623                 | 2006 FV45  | 25 mar 2006 | Jarnac               | Jarnac Obs.         | —         | MPC                           |
| 199624                 | 2006 FD46  | 25 mar 2006 | Mount Lemmon         | Mount Lemmon Survey | —         | MPC                           |
| 199625                 | 2006 FH47  | 23 mar 2006 | Catalina             | CSS                 | —         | MPC                           |
| 199626                 | 2006 FV49  | 26 mar 2006 | Anderson Mesa        | LONEOS              | —         | MPC                           |
| 199627                 | 2006 FV52  | 25 mar 2006 | Kitt Peak            | Spacewatch          | Phocaea   | MPC                           |
| 199628                 | 2006 FA53  | 23 mar 2006 | Kitt Peak            | Spacewatch          | —         | MPC                           |
| 199629                 | 2006 FB53  | 23 mar 2006 | Kitt Peak            | Spacewatch          | —         | MPC                           |
| 199630                 | 2006 GS    | 2 abr 2006  | Piszkéstető          | K. Sárneczky        | —         | MPC                           |
| 199631 Giuseppesprizzi | 2006 GX    | 2 abr 2006  | Vallemare di Borbona | V. S. Casulli       | —         | MPC                           |
| 199632                 | 2006 GX1   | 2 abr 2006  | Piszkéstető          | K. Sárneczky        | —         | MPC                           |
| 199633                 | 2006 GF3   | 7 abr 2006  | Ottmarsheim          | C. Rinner           | —         | MPC                           |
| 199634                 | 2006 GA4   | 2 abr 2006  | Kitt Peak            | Spacewatch          | —         | MPC                           |
| 199635                 | 2006 GW4   | 2 abr 2006  | Kitt Peak            | Spacewatch          | —         | MPC                           |
| 199636                 | 2006 GU5   | 2 abr 2006  | Kitt Peak            | Spacewatch          | Ursula    | MPC                           |
| 199637                 | 2006 GY5   | 2 abr 2006  | Kitt Peak            | Spacewatch          | —         | MPC                           |
| 199638                 | 2006 GH9   | 2 abr 2006  | Kitt Peak            | Spacewatch          | —         | MPC                           |
| 199639                 | 2006 GF11  | 2 abr 2006  | Kitt Peak            | Spacewatch          | —         | MPC                           |
| 199640                 | 2006 GC12  | 2 abr 2006  | Kitt Peak            | Spacewatch          | —         | MPC                           |
| 199641                 | 2006 GR12  | 2 abr 2006  | Kitt Peak            | Spacewatch          | —         | MPC                           |
| 199642                 | 2006 GF17  | 2 abr 2006  | Kitt Peak            | Spacewatch          | —         | MPC                           |
| 199643                 | 2006 GO17  | 2 abr 2006  | Kitt Peak            | Spacewatch          | Ursula    | MPC                           |
| 199644                 | 2006 GB18  | 2 abr 2006  | Kitt Peak            | Spacewatch          | —         | MPC                           |
| 199645                 | 2006 GD18  | 2 abr 2006  | Kitt Peak            | Spacewatch          | —         | MPC                           |
| 199646                 | 2006 GC21  | 2 abr 2006  | Kitt Peak            | Spacewatch          | —         | MPC                           |
| 199647                 | 2006 GR21  | 2 abr 2006  | Mount Lemmon         | Mount Lemmon Survey | —         | MPC                           |
| 199648                 | 2006 GT22  | 2 abr 2006  | Kitt Peak            | Spacewatch          | —         | MPC                           |
| 199649                 | 2006 GM23  | 2 abr 2006  | Kitt Peak            | Spacewatch          | Brangane  | MPC                           |
| 199650                 | 2006 GK30  | 2 abr 2006  | Mount Lemmon         | Mount Lemmon Survey | —         | MPC                           |
| 199651                 | 2006 GV31  | 6 abr 2006  | Bergisch Gladbach    | W. Bickel           | —         | MPC                           |
| 199652                 | 2006 GW32  | 7 abr 2006  | Mount Lemmon         | Mount Lemmon Survey | —         | MPC                           |
| 199653                 | 2006 GF37  | 8 abr 2006  | Mount Lemmon         | Mount Lemmon Survey | —         | MPC                           |
| 199654                 | 2006 GL38  | 2 abr 2006  | Anderson Mesa        | LONEOS              | —         | MPC                           |
| 199655                 | 2006 GC39  | 12 abr 2006 | Palomar              | NEAT                | —         | MPC                           |
| 199656                 | 2006 GC42  | 8 abr 2006  | Siding Spring        | SSS                 | —         | MPC                           |
| 199657                 | 2006 GP42  | 7 abr 2006  | Catalina             | CSS                 | —         | MPC                           |
| 199658                 | 2006 GD43  | 2 abr 2006  | Kitt Peak            | Spacewatch          | —         | MPC                           |
| 199659                 | 2006 GD44  | 2 abr 2006  | Kitt Peak            | Spacewatch          | —         | MPC                           |
| 199660                 | 2006 GR45  | 8 abr 2006  | Mount Lemmon         | Mount Lemmon Survey | —         | MPC                           |
| 199661                 | 2006 GV46  | 9 abr 2006  | Kitt Peak            | Spacewatch          | —         | MPC                           |
| 199662                 | 2006 GB47  | 9 abr 2006  | Kitt Peak            | Spacewatch          | —         | MPC                           |
| 199663                 | 2006 GG47  | 9 abr 2006  | Kitt Peak            | Spacewatch          | Brangane  | MPC                           |
| 199664                 | 2006 GX47  | 9 abr 2006  | Kitt Peak            | Spacewatch          | —         | MPC                           |
| 199665                 | 2006 GX48  | 9 abr 2006  | Kitt Peak            | Spacewatch          | Phocaea   | MPC                           |
| 199666                 | 2006 GA49  | 9 abr 2006  | Kitt Peak            | Spacewatch          | Ursula    | MPC                           |
| 199667                 | 2006 GF50  | 8 abr 2006  | Siding Spring        | SSS                 | —         | MPC                           |
| 199668                 | 2006 GH50  | 9 abr 2006  | Catalina             | CSS                 | —         | MPC                           |
| 199669                 | 2006 GM52  | 7 abr 2006  | Catalina             | CSS                 | Brangane  | MPC                           |
| 199670                 | 2006 GM54  | 2 abr 2006  | Kitt Peak            | Spacewatch          | —         | MPC                           |
| 199671                 | 2006 HV    | 18 abr 2006 | Kitt Peak            | Spacewatch          | —         | MPC                           |
| 199672                 | 2006 HV2   | 18 abr 2006 | Kitt Peak            | Spacewatch          | —         | MPC                           |
| 199673                 | 2006 HH3   | 18 abr 2006 | Kitt Peak            | Spacewatch          | —         | MPC                           |
| 199674                 | 2006 HX3   | 18 abr 2006 | Kitt Peak            | Spacewatch          | —         | MPC                           |
| 199675                 | 2006 HE4   | 19 abr 2006 | Mount Lemmon         | Mount Lemmon Survey | —         | MPC                           |
| 199676                 | 2006 HC5   | 19 abr 2006 | Palomar              | NEAT                | —         | MPC                           |
| 199677 Terzani         | 2006 HH6   | 20 abr 2006 | Vallemare di Borbona | V. S. Casulli       | —         | MPC                           |
| 199678                 | 2006 HA8   | 18 abr 2006 | Kitt Peak            | Spacewatch          | —         | MPC                           |
| 199679                 | 2006 HN8   | 19 abr 2006 | Kitt Peak            | Spacewatch          | —         | MPC                           |
| 199680                 | 2006 HT8   | 19 abr 2006 | Kitt Peak            | Spacewatch          | —         | MPC                           |
| 199681                 | 2006 HQ12  | 19 abr 2006 | Mount Lemmon         | Mount Lemmon Survey | Themis    | MPC                           |
| 199682                 | 2006 HV13  | 19 abr 2006 | Palomar              | NEAT                | —         | MPC                           |
| 199683                 | 2006 HL15  | 19 abr 2006 | Palomar              | NEAT                | —         | MPC                           |
| 199684                 | 2006 HY16  | 20 abr 2006 | Junk Bond            | D. Healy            | —         | MPC                           |
| 199685                 | 2006 HJ17  | 19 abr 2006 | Palomar              | NEAT                | —         | MPC                           |
| 199686                 | 2006 HK17  | 21 abr 2006 | RAS                  | A. Lowe             | —         | MPC                           |
| 199687 Erősszsolt      | 2006 HA18  | 21 abr 2006 | Piszkéstető          | K. Sárneczky        | —         | MPC                           |
| 199688 Kisspéter       | 2006 HK18  | 21 abr 2006 | Piszkéstető          | K. Sárneczky        | —         | MPC                           |
| 199689                 | 2006 HA22  | 20 abr 2006 | Kitt Peak            | Spacewatch          | —         | MPC                           |
| 199690                 | 2006 HG22  | 20 abr 2006 | Kitt Peak            | Spacewatch          | —         | MPC                           |
| 199691                 | 2006 HO23  | 20 abr 2006 | Kitt Peak            | Spacewatch          | —         | MPC                           |
| 199692                 | 2006 HT23  | 20 abr 2006 | Kitt Peak            | Spacewatch          | —         | MPC                           |
| 199693                 | 2006 HB24  | 20 abr 2006 | Kitt Peak            | Spacewatch          | —         | MPC                           |
| 199694                 | 2006 HE28  | 20 abr 2006 | Kitt Peak            | Spacewatch          | —         | MPC                           |
| 199695                 | 2006 HB30  | 19 abr 2006 | Catalina             | CSS                 | —         | MPC                           |
| 199696                 | 2006 HD31  | 25 abr 2006 | Piszkéstető          | K. Sárneczky        | —         | MPC                           |
| 199697                 | 2006 HC33  | 19 abr 2006 | Palomar              | NEAT                | —         | MPC                           |
| 199698                 | 2006 HG35  | 19 abr 2006 | Mount Lemmon         | Mount Lemmon Survey | —         | MPC                           |
| 199699                 | 2006 HC40  | 21 abr 2006 | Kitt Peak            | Spacewatch          | Brangane  | MPC                           |
| 199700                 | 2006 HF40  | 21 abr 2006 | Kitt Peak            | Spacewatch          | —         | MPC                           |

## 199701–199800
| Designação          | Designação | Descoberta  | Descoberta        | Descobridor(es)     | Categoria | Mais informações / Referência |
| Permanente          | Provisória | Data        | Local             | Descobridor(es)     | Categoria | Mais informações / Referência |
| ------------------- | ---------- | ----------- | ----------------- | ------------------- | --------- | ----------------------------- |
| 199701              | 2006 HV40  | 21 abr 2006 | Kitt Peak         | Spacewatch          | —         | MPC                           |
| 199702              | 2006 HB41  | 21 abr 2006 | Kitt Peak         | Spacewatch          | —         | MPC                           |
| 199703              | 2006 HR42  | 24 abr 2006 | Anderson Mesa     | LONEOS              | —         | MPC                           |
| 199704              | 2006 HF43  | 24 abr 2006 | Mount Lemmon      | Mount Lemmon Survey | —         | MPC                           |
| 199705              | 2006 HR45  | 25 abr 2006 | Kitt Peak         | Spacewatch          | —         | MPC                           |
| 199706              | 2006 HW45  | 25 abr 2006 | Kitt Peak         | Spacewatch          | —         | MPC                           |
| 199707              | 2006 HU46  | 20 abr 2006 | Kitt Peak         | Spacewatch          | —         | MPC                           |
| 199708              | 2006 HD56  | 25 abr 2006 | Kitt Peak         | Spacewatch          | —         | MPC                           |
| 199709              | 2006 HU56  | 19 abr 2006 | Palomar           | NEAT                | —         | MPC                           |
| 199710              | 2006 HL58  | 30 abr 2006 | Kanab             | E. E. Sheridan      | —         | MPC                           |
| 199711              | 2006 HR59  | 24 abr 2006 | Socorro           | LINEAR              | —         | MPC                           |
| 199712              | 2006 HY60  | 28 abr 2006 | Socorro           | LINEAR              | —         | MPC                           |
| 199713              | 2006 HD65  | 24 abr 2006 | Kitt Peak         | Spacewatch          | —         | MPC                           |
| 199714              | 2006 HK68  | 24 abr 2006 | Mount Lemmon      | Mount Lemmon Survey | —         | MPC                           |
| 199715              | 2006 HJ78  | 26 abr 2006 | Kitt Peak         | Spacewatch          | Juno      | MPC                           |
| 199716              | 2006 HS79  | 26 abr 2006 | Kitt Peak         | Spacewatch          | —         | MPC                           |
| 199717              | 2006 HZ81  | 26 abr 2006 | Kitt Peak         | Spacewatch          | Brangane  | MPC                           |
| 199718              | 2006 HE83  | 26 abr 2006 | Kitt Peak         | Spacewatch          | Ursula    | MPC                           |
| 199719              | 2006 HV83  | 26 abr 2006 | Kitt Peak         | Spacewatch          | —         | MPC                           |
| 199720              | 2006 HV84  | 26 abr 2006 | Kitt Peak         | Spacewatch          | —         | MPC                           |
| 199721              | 2006 HX84  | 26 abr 2006 | Kitt Peak         | Spacewatch          | —         | MPC                           |
| 199722              | 2006 HS85  | 27 abr 2006 | Kitt Peak         | Spacewatch          | —         | MPC                           |
| 199723              | 2006 HR86  | 27 abr 2006 | Socorro           | LINEAR              | —         | MPC                           |
| 199724              | 2006 HE87  | 30 abr 2006 | Kitt Peak         | Spacewatch          | —         | MPC                           |
| 199725              | 2006 HO87  | 30 abr 2006 | Kitt Peak         | Spacewatch          | —         | MPC                           |
| 199726              | 2006 HR87  | 30 abr 2006 | Kitt Peak         | Spacewatch          | —         | MPC                           |
| 199727              | 2006 HJ88  | 30 abr 2006 | Kitt Peak         | Spacewatch          | —         | MPC                           |
| 199728              | 2006 HF95  | 30 abr 2006 | Kitt Peak         | Spacewatch          | —         | MPC                           |
| 199729              | 2006 HO101 | 30 abr 2006 | Kitt Peak         | Spacewatch          | Brangane  | MPC                           |
| 199730              | 2006 HX104 | 19 abr 2006 | Catalina          | CSS                 | —         | MPC                           |
| 199731              | 2006 HO107 | 30 abr 2006 | Kitt Peak         | Spacewatch          | —         | MPC                           |
| 199732              | 2006 HR109 | 30 abr 2006 | Catalina          | CSS                 | —         | MPC                           |
| 199733              | 2006 HY109 | 21 abr 2006 | Palomar           | NEAT                | —         | MPC                           |
| 199734              | 2006 HK110 | 26 abr 2006 | Siding Spring     | SSS                 | —         | MPC                           |
| 199735              | 2006 HF111 | 24 abr 2006 | Anderson Mesa     | LONEOS              | —         | MPC                           |
| 199736              | 2006 HA112 | 30 abr 2006 | Catalina          | CSS                 | Pallas    | MPC                           |
| 199737              | 2006 HX113 | 25 abr 2006 | Mount Lemmon      | Mount Lemmon Survey | —         | MPC                           |
| 199738              | 2006 HG115 | 26 abr 2006 | Kitt Peak         | Spacewatch          | Themis    | MPC                           |
| 199739              | 2006 HU123 | 24 abr 2006 | Kitt Peak         | Spacewatch          | —         | MPC                           |
| 199740              | 2006 HX151 | 19 abr 2006 | Mount Lemmon      | Mount Lemmon Survey | —         | MPC                           |
| 199741 Weidner      | 2006 HC152 | 26 abr 2006 | Cerro Tololo      | M. W. Buie          | —         | MPC                           |
| 199742              | 2006 JD    | 1 mai 2006  | Wrightwood        | J. W. Young         | Brangane  | MPC                           |
| 199743              | 2006 JS2   | 2 mai 2006  | Mount Lemmon      | Mount Lemmon Survey | —         | MPC                           |
| 199744              | 2006 JP8   | 1 mai 2006  | Kitt Peak         | Spacewatch          | —         | MPC                           |
| 199745              | 2006 JF9   | 1 mai 2006  | Kitt Peak         | Spacewatch          | —         | MPC                           |
| 199746              | 2006 JZ11  | 1 mai 2006  | Kitt Peak         | Spacewatch          | —         | MPC                           |
| 199747              | 2006 JX13  | 3 mai 2006  | Kitt Peak         | Spacewatch          | —         | MPC                           |
| 199748              | 2006 JD14  | 4 mai 2006  | Mount Lemmon      | Mount Lemmon Survey | —         | MPC                           |
| 199749              | 2006 JH14  | 4 mai 2006  | Mount Lemmon      | Mount Lemmon Survey | Eos       | MPC                           |
| 199750              | 2006 JO25  | 5 mai 2006  | Mount Lemmon      | Mount Lemmon Survey | —         | MPC                           |
| 199751              | 2006 JL27  | 1 mai 2006  | Socorro           | LINEAR              | —         | MPC                           |
| 199752              | 2006 JS28  | 3 mai 2006  | Kitt Peak         | Spacewatch          | —         | MPC                           |
| 199753              | 2006 JD36  | 4 mai 2006  | Kitt Peak         | Spacewatch          | —         | MPC                           |
| 199754              | 2006 JJ38  | 6 mai 2006  | Mount Lemmon      | Mount Lemmon Survey | —         | MPC                           |
| 199755              | 2006 JD39  | 6 mai 2006  | Mount Lemmon      | Mount Lemmon Survey | —         | MPC                           |
| 199756              | 2006 JN40  | 7 mai 2006  | Kitt Peak         | Spacewatch          | —         | MPC                           |
| 199757              | 2006 JB45  | 7 mai 2006  | Mount Lemmon      | Mount Lemmon Survey | —         | MPC                           |
| 199758              | 2006 JU46  | 1 mai 2006  | Socorro           | LINEAR              | —         | MPC                           |
| 199759              | 2006 JH48  | 5 mai 2006  | Anderson Mesa     | LONEOS              | —         | MPC                           |
| 199760              | 2006 JB50  | 2 mai 2006  | Mount Lemmon      | Mount Lemmon Survey | Brangane  | MPC                           |
| 199761              | 2006 JT50  | 2 mai 2006  | Mount Lemmon      | Mount Lemmon Survey | —         | MPC                           |
| 199762              | 2006 JC56  | 1 mai 2006  | Socorro           | LINEAR              | —         | MPC                           |
| 199763 Davidgregory | 2006 JJ77  | 1 mai 2006  | Mauna Kea         | P. A. Wiegert       | —         | MPC                           |
| 199764              | 2006 KN1   | 20 mai 2006 | Reedy Creek       | J. Broughton        | —         | MPC                           |
| 199765              | 2006 KT3   | 19 mai 2006 | Mount Lemmon      | Mount Lemmon Survey | —         | MPC                           |
| 199766              | 2006 KJ4   | 19 mai 2006 | Mount Lemmon      | Mount Lemmon Survey | —         | MPC                           |
| 199767              | 2006 KW12  | 20 mai 2006 | Kitt Peak         | Spacewatch          | —         | MPC                           |
| 199768              | 2006 KN16  | 21 mai 2006 | Mount Lemmon      | Mount Lemmon Survey | Themis    | MPC                           |
| 199769              | 2006 KA22  | 19 mai 2006 | Catalina          | CSS                 | —         | MPC                           |
| 199770              | 2006 KB23  | 20 mai 2006 | Anderson Mesa     | LONEOS              | —         | MPC                           |
| 199771              | 2006 KQ23  | 16 mai 2006 | Siding Spring     | SSS                 | —         | MPC                           |
| 199772              | 2006 KY23  | 19 mai 2006 | Anderson Mesa     | LONEOS              | —         | MPC                           |
| 199773              | 2006 KB28  | 20 mai 2006 | Kitt Peak         | Spacewatch          | —         | MPC                           |
| 199774              | 2006 KK30  | 20 mai 2006 | Kitt Peak         | Spacewatch          | —         | MPC                           |
| 199775              | 2006 KL31  | 20 mai 2006 | Kitt Peak         | Spacewatch          | —         | MPC                           |
| 199776              | 2006 KF36  | 20 mai 2006 | Kitt Peak         | Spacewatch          | —         | MPC                           |
| 199777              | 2006 KL53  | 21 mai 2006 | Kitt Peak         | Spacewatch          | —         | MPC                           |
| 199778              | 2006 KW60  | 22 mai 2006 | Kitt Peak         | Spacewatch          | —         | MPC                           |
| 199779              | 2006 KV72  | 23 mai 2006 | Kitt Peak         | Spacewatch          | —         | MPC                           |
| 199780              | 2006 KY75  | 24 mai 2006 | Palomar           | NEAT                | —         | MPC                           |
| 199781              | 2006 KJ80  | 25 mai 2006 | Mount Lemmon      | Mount Lemmon Survey | —         | MPC                           |
| 199782              | 2006 KZ89  | 22 mai 2006 | Siding Spring     | SSS                 | —         | MPC                           |
| 199783              | 2006 KG98  | 26 mai 2006 | Kitt Peak         | Spacewatch          | —         | MPC                           |
| 199784              | 2006 KL105 | 30 mai 2006 | Mount Lemmon      | Mount Lemmon Survey | —         | MPC                           |
| 199785              | 2006 KK110 | 31 mai 2006 | Mount Lemmon      | Mount Lemmon Survey | —         | MPC                           |
| 199786              | 2006 KQ115 | 29 mai 2006 | Kitt Peak         | Spacewatch          | Brangane  | MPC                           |
| 199787              | 2006 LG3   | 15 jun 2006 | Kitt Peak         | Spacewatch          | —         | MPC                           |
| 199788              | 2006 LU3   | 15 jun 2006 | Kitt Peak         | Spacewatch          | —         | MPC                           |
| 199789              | 2006 MV5   | 17 jun 2006 | Kitt Peak         | Spacewatch          | —         | MPC                           |
| 199790              | 2006 MN7   | 18 jun 2006 | Kitt Peak         | Spacewatch          | —         | MPC                           |
| 199791              | 2006 MN9   | 19 jun 2006 | Kitt Peak         | Spacewatch          | Vesta     | MPC                           |
| 199792              | 2006 PJ1   | 6 ago 2006  | Lulin Observatory | C.-S. Lin, Q.-z. Ye | Vesta     | MPC                           |
| 199793              | 2006 PK14  | 15 ago 2006 | Palomar           | NEAT                | Vesta     | MPC                           |
| 199794              | 2006 QF105 | 28 ago 2006 | Catalina          | CSS                 | —         | MPC                           |
| 199795              | 2006 UB198 | 20 out 2006 | Kitt Peak         | Spacewatch          | —         | MPC                           |
| 199796              | 2006 UN217 | 28 out 2006 | Mount Lemmon      | Mount Lemmon Survey | Vesta     | MPC                           |
| 199797              | 2006 UY240 | 23 out 2006 | Mount Lemmon      | Mount Lemmon Survey | —         | MPC                           |
| 199798              | 2006 UF256 | 27 out 2006 | Mount Lemmon      | Mount Lemmon Survey | —         | MPC                           |
| 199799              | 2006 WY200 | 22 nov 2006 | Mount Lemmon      | Mount Lemmon Survey | —         | MPC                           |
| 199800              | 2006 YF11  | 21 dez 2006 | Palomar           | NEAT                | —         | MPC                           |

## 199801–199900
| Designação       | Designação | Descoberta  | Descoberta           | Descobridor(es)     | Categoria | Mais informações / Referência |
| Permanente       | Provisória | Data        | Local                | Descobridor(es)     | Categoria | Mais informações / Referência |
| ---------------- | ---------- | ----------- | -------------------- | ------------------- | --------- | ----------------------------- |
| 199801           | 2007 AE12  | 10 jan 2007 | Mount Lemmon         | Mount Lemmon Survey | —         | MPC                           |
| 199802           | 2007 BA18  | 17 jan 2007 | Kitt Peak            | Spacewatch          | —         | MPC                           |
| 199803           | 2007 BJ66  | 27 jan 2007 | Mount Lemmon         | Mount Lemmon Survey | Mitidika  | MPC                           |
| 199804           | 2007 BD70  | 27 jan 2007 | Mount Lemmon         | Mount Lemmon Survey | —         | MPC                           |
| 199805           | 2007 BE70  | 27 jan 2007 | Mount Lemmon         | Mount Lemmon Survey | Phocaea   | MPC                           |
| 199806           | 2007 CA    | 5 fev 2007  | Palomar              | NEAT                | Juno      | MPC                           |
| 199807           | 2007 CY51  | 9 fev 2007  | Kitt Peak            | Spacewatch          | —         | MPC                           |
| 199808           | 2007 CA57  | 15 fev 2007 | Palomar              | NEAT                | —         | MPC                           |
| 199809           | 2007 CE61  | 14 fev 2007 | Črni Vrh             | Črni Vrh            | —         | MPC                           |
| 199810           | 2007 DO8   | 21 fev 2007 | Catalina             | CSS                 | —         | MPC                           |
| 199811           | 2007 DD13  | 16 fev 2007 | Palomar              | NEAT                | —         | MPC                           |
| 199812           | 2007 DE17  | 17 fev 2007 | Kitt Peak            | Spacewatch          | —         | MPC                           |
| 199813           | 2007 DN28  | 17 fev 2007 | Kitt Peak            | Spacewatch          | —         | MPC                           |
| 199814           | 2007 DD33  | 17 fev 2007 | Kitt Peak            | Spacewatch          | Mitidika  | MPC                           |
| 199815           | 2007 DL34  | 17 fev 2007 | Kitt Peak            | Spacewatch          | —         | MPC                           |
| 199816           | 2007 DR36  | 17 fev 2007 | Kitt Peak            | Spacewatch          | —         | MPC                           |
| 199817           | 2007 DY49  | 16 fev 2007 | Catalina             | CSS                 | —         | MPC                           |
| 199818           | 2007 DG53  | 19 fev 2007 | Mount Lemmon         | Mount Lemmon Survey | —         | MPC                           |
| 199819           | 2007 DU53  | 19 fev 2007 | Mount Lemmon         | Mount Lemmon Survey | —         | MPC                           |
| 199820           | 2007 DF71  | 21 fev 2007 | Kitt Peak            | Spacewatch          | —         | MPC                           |
| 199821           | 2007 DA83  | 23 fev 2007 | Catalina             | CSS                 | —         | MPC                           |
| 199822           | 2007 DJ85  | 21 fev 2007 | Socorro              | LINEAR              | —         | MPC                           |
| 199823           | 2007 DL97  | 23 fev 2007 | Kitt Peak            | Spacewatch          | —         | MPC                           |
| 199824           | 2007 DO97  | 23 fev 2007 | Kitt Peak            | Spacewatch          | —         | MPC                           |
| 199825           | 2007 DX97  | 23 fev 2007 | Kitt Peak            | Spacewatch          | —         | MPC                           |
| 199826           | 2007 DB105 | 23 fev 2007 | Mount Lemmon         | Mount Lemmon Survey | —         | MPC                           |
| 199827           | 2007 DE105 | 23 fev 2007 | Mount Lemmon         | Mount Lemmon Survey | —         | MPC                           |
| 199828           | 2007 DK105 | 27 fev 2007 | Kitt Peak            | Spacewatch          | —         | MPC                           |
| 199829           | 2007 DL112 | 25 fev 2007 | Mount Lemmon         | Mount Lemmon Survey | —         | MPC                           |
| 199830           | 2007 EH8   | 9 mar 2007  | Palomar              | NEAT                | —         | MPC                           |
| 199831           | 2007 EA15  | 9 mar 2007  | Mount Lemmon         | Mount Lemmon Survey | —         | MPC                           |
| 199832           | 2007 EX20  | 10 mar 2007 | Kitt Peak            | Spacewatch          | —         | MPC                           |
| 199833           | 2007 EP23  | 10 mar 2007 | Mount Lemmon         | Mount Lemmon Survey | —         | MPC                           |
| 199834           | 2007 EG24  | 10 mar 2007 | Mount Lemmon         | Mount Lemmon Survey | —         | MPC                           |
| 199835           | 2007 EK25  | 10 mar 2007 | Mount Lemmon         | Mount Lemmon Survey | Mitidika  | MPC                           |
| 199836           | 2007 EE27  | 12 mar 2007 | Altschwendt          | W. Ries             | —         | MPC                           |
| 199837           | 2007 EC30  | 9 mar 2007  | Kitt Peak            | Spacewatch          | —         | MPC                           |
| 199838 Hafili    | 2007 EY38  | 11 mar 2007 | Vicques              | M. Ory              | —         | MPC                           |
| 199839           | 2007 ER45  | 9 mar 2007  | Kitt Peak            | Spacewatch          | —         | MPC                           |
| 199840           | 2007 EB47  | 9 mar 2007  | Kitt Peak            | Spacewatch          | —         | MPC                           |
| 199841           | 2007 EC47  | 9 mar 2007  | Kitt Peak            | Spacewatch          | —         | MPC                           |
| 199842           | 2007 EE47  | 9 mar 2007  | Kitt Peak            | Spacewatch          | —         | MPC                           |
| 199843           | 2007 EX53  | 11 mar 2007 | Mount Lemmon         | Mount Lemmon Survey | —         | MPC                           |
| 199844           | 2007 EX63  | 10 mar 2007 | Kitt Peak            | Spacewatch          | —         | MPC                           |
| 199845           | 2007 EN71  | 10 mar 2007 | Kitt Peak            | Spacewatch          | —         | MPC                           |
| 199846           | 2007 EY71  | 10 mar 2007 | Kitt Peak            | Spacewatch          | —         | MPC                           |
| 199847           | 2007 EJ75  | 10 mar 2007 | Kitt Peak            | Spacewatch          | —         | MPC                           |
| 199848           | 2007 EK75  | 10 mar 2007 | Kitt Peak            | Spacewatch          | —         | MPC                           |
| 199849           | 2007 EB76  | 10 mar 2007 | Kitt Peak            | Spacewatch          | Mitidika  | MPC                           |
| 199850           | 2007 EC79  | 10 mar 2007 | Kitt Peak            | Spacewatch          | —         | MPC                           |
| 199851           | 2007 ER79  | 10 mar 2007 | Kitt Peak            | Spacewatch          | —         | MPC                           |
| 199852           | 2007 EB80  | 10 mar 2007 | Palomar              | NEAT                | —         | MPC                           |
| 199853           | 2007 EP83  | 12 mar 2007 | Kitt Peak            | Spacewatch          | —         | MPC                           |
| 199854           | 2007 EL86  | 13 mar 2007 | Kitt Peak            | Spacewatch          | —         | MPC                           |
| 199855           | 2007 EO87  | 13 mar 2007 | Mount Lemmon         | Mount Lemmon Survey | —         | MPC                           |
| 199856           | 2007 ER91  | 10 mar 2007 | Kitt Peak            | Spacewatch          | Mitidika  | MPC                           |
| 199857           | 2007 EC97  | 10 mar 2007 | Mount Lemmon         | Mount Lemmon Survey | Hygiea    | MPC                           |
| 199858           | 2007 EW97  | 11 mar 2007 | Catalina             | CSS                 | —         | MPC                           |
| 199859           | 2007 EB101 | 11 mar 2007 | Kitt Peak            | Spacewatch          | —         | MPC                           |
| 199860           | 2007 EP113 | 12 mar 2007 | Kitt Peak            | Spacewatch          | —         | MPC                           |
| 199861           | 2007 EG117 | 13 mar 2007 | Mount Lemmon         | Mount Lemmon Survey | —         | MPC                           |
| 199862           | 2007 EY118 | 13 mar 2007 | Mount Lemmon         | Mount Lemmon Survey | —         | MPC                           |
| 199863           | 2007 EM119 | 13 mar 2007 | Mount Lemmon         | Mount Lemmon Survey | —         | MPC                           |
| 199864           | 2007 EN119 | 13 mar 2007 | Mount Lemmon         | Mount Lemmon Survey | —         | MPC                           |
| 199865           | 2007 ED133 | 9 mar 2007  | Mount Lemmon         | Mount Lemmon Survey | —         | MPC                           |
| 199866           | 2007 EQ135 | 10 mar 2007 | Mount Lemmon         | Mount Lemmon Survey | —         | MPC                           |
| 199867           | 2007 ES141 | 12 mar 2007 | Kitt Peak            | Spacewatch          | —         | MPC                           |
| 199868           | 2007 EF145 | 12 mar 2007 | Mount Lemmon         | Mount Lemmon Survey | —         | MPC                           |
| 199869           | 2007 EN165 | 15 mar 2007 | Kitt Peak            | Spacewatch          | —         | MPC                           |
| 199870           | 2007 EP165 | 15 mar 2007 | Mount Lemmon         | Mount Lemmon Survey | —         | MPC                           |
| 199871           | 2007 EG166 | 10 mar 2007 | Mount Lemmon         | Mount Lemmon Survey | —         | MPC                           |
| 199872           | 2007 EP169 | 13 mar 2007 | Kitt Peak            | Spacewatch          | —         | MPC                           |
| 199873           | 2007 EQ169 | 13 mar 2007 | Kitt Peak            | Spacewatch          | —         | MPC                           |
| 199874           | 2007 ER171 | 11 mar 2007 | Mount Lemmon         | Mount Lemmon Survey | —         | MPC                           |
| 199875           | 2007 EB196 | 15 mar 2007 | Catalina             | CSS                 | Juno      | MPC                           |
| 199876           | 2007 EE198 | 15 mar 2007 | Mount Lemmon         | Mount Lemmon Survey | —         | MPC                           |
| 199877           | 2007 ES199 | 9 mar 2007  | Kitt Peak            | Spacewatch          | Mitidika  | MPC                           |
| 199878           | 2007 EV202 | 9 mar 2007  | Kitt Peak            | Spacewatch          | —         | MPC                           |
| 199879           | 2007 EJ213 | 9 mar 2007  | Mount Lemmon         | Mount Lemmon Survey | —         | MPC                           |
| 199880           | 2007 EP213 | 9 mar 2007  | Kitt Peak            | Spacewatch          | —         | MPC                           |
| 199881           | 2007 ER213 | 9 mar 2007  | Kitt Peak            | Spacewatch          | —         | MPC                           |
| 199882           | 2007 EZ213 | 11 mar 2007 | Mount Lemmon         | Mount Lemmon Survey | —         | MPC                           |
| 199883           | 2007 ES214 | 15 mar 2007 | Kitt Peak            | Spacewatch          | —         | MPC                           |
| 199884           | 2007 EP218 | 10 mar 2007 | Kitt Peak            | Spacewatch          | —         | MPC                           |
| 199885           | 2007 ED220 | 13 mar 2007 | Mount Lemmon         | Mount Lemmon Survey | —         | MPC                           |
| 199886           | 2007 FH    | 16 mar 2007 | Socorro              | LINEAR              | —         | MPC                           |
| 199887           | 2007 FF10  | 16 mar 2007 | Kitt Peak            | Spacewatch          | —         | MPC                           |
| 199888           | 2007 FW11  | 17 mar 2007 | Kitt Peak            | Spacewatch          | —         | MPC                           |
| 199889           | 2007 FM19  | 20 mar 2007 | Mount Lemmon         | Mount Lemmon Survey | —         | MPC                           |
| 199890           | 2007 FT30  | 20 mar 2007 | Mount Lemmon         | Mount Lemmon Survey | Mitidika  | MPC                           |
| 199891           | 2007 FG34  | 25 mar 2007 | Mount Lemmon         | Mount Lemmon Survey | —         | MPC                           |
| 199892           | 2007 FO35  | 20 mar 2007 | Catalina             | CSS                 | Juno      | MPC                           |
| 199893           | 2007 FC37  | 26 mar 2007 | Mount Lemmon         | Mount Lemmon Survey | —         | MPC                           |
| 199894           | 2007 FO37  | 26 mar 2007 | Mount Lemmon         | Mount Lemmon Survey | —         | MPC                           |
| 199895           | 2007 FK38  | 29 mar 2007 | Palomar              | NEAT                | —         | MPC                           |
| 199896           | 2007 FB39  | 28 mar 2007 | Siding Spring        | SSS                 | —         | MPC                           |
| 199897           | 2007 FO41  | 26 mar 2007 | Mount Lemmon         | Mount Lemmon Survey | —         | MPC                           |
| 199898           | 2007 FD42  | 26 mar 2007 | Mount Lemmon         | Mount Lemmon Survey | —         | MPC                           |
| 199899           | 2007 GV    | 6 abr 2007  | Palomar              | NEAT                | —         | MPC                           |
| 199900 Brunoganz | 2007 GA1   | 8 abr 2007  | Vallemare di Borbona | V. S. Casulli       | —         | MPC                           |

## 199901–200000
| Designação        | Designação | Descoberta  | Descoberta        | Descobridor(es)       | Categoria | Mais informações / Referência |
| Permanente        | Provisória | Data        | Local             | Descobridor(es)       | Categoria | Mais informações / Referência |
| ----------------- | ---------- | ----------- | ----------------- | --------------------- | --------- | ----------------------------- |
| 199901            | 2007 GG5   | 12 abr 2007 | Bergisch Gladbach | W. Bickel             | —         | MPC                           |
| 199902            | 2007 GC9   | 7 abr 2007  | Catalina          | CSS                   | —         | MPC                           |
| 199903            | 2007 GO14  | 11 abr 2007 | Kitt Peak         | Spacewatch            | —         | MPC                           |
| 199904            | 2007 GW14  | 11 abr 2007 | Catalina          | CSS                   | —         | MPC                           |
| 199905            | 2007 GN16  | 11 abr 2007 | Kitt Peak         | Spacewatch            | —         | MPC                           |
| 199906            | 2007 GS16  | 11 abr 2007 | Kitt Peak         | Spacewatch            | Phocaea   | MPC                           |
| 199907            | 2007 GB17  | 11 abr 2007 | Kitt Peak         | Spacewatch            | —         | MPC                           |
| 199908            | 2007 GK17  | 11 abr 2007 | Kitt Peak         | Spacewatch            | —         | MPC                           |
| 199909            | 2007 GY18  | 11 abr 2007 | Kitt Peak         | Spacewatch            | —         | MPC                           |
| 199910            | 2007 GM19  | 11 abr 2007 | Kitt Peak         | Spacewatch            | Mitidika  | MPC                           |
| 199911            | 2007 GH20  | 11 abr 2007 | Kitt Peak         | Spacewatch            | —         | MPC                           |
| 199912            | 2007 GO21  | 11 abr 2007 | Mount Lemmon      | Mount Lemmon Survey   | —         | MPC                           |
| 199913            | 2007 GO22  | 11 abr 2007 | Mount Lemmon      | Mount Lemmon Survey   | —         | MPC                           |
| 199914            | 2007 GW22  | 11 abr 2007 | Mount Lemmon      | Mount Lemmon Survey   | —         | MPC                           |
| 199915            | 2007 GC23  | 11 abr 2007 | Mount Lemmon      | Mount Lemmon Survey   | —         | MPC                           |
| 199916            | 2007 GN23  | 11 abr 2007 | Kitt Peak         | Spacewatch            | Mitidika  | MPC                           |
| 199917            | 2007 GL26  | 14 abr 2007 | Kitt Peak         | Spacewatch            | —         | MPC                           |
| 199918            | 2007 GO26  | 14 abr 2007 | Kitt Peak         | Spacewatch            | —         | MPC                           |
| 199919            | 2007 GJ27  | 14 abr 2007 | Kitt Peak         | Spacewatch            | —         | MPC                           |
| 199920            | 2007 GC28  | 15 abr 2007 | Kitt Peak         | Spacewatch            | —         | MPC                           |
| 199921            | 2007 GS29  | 12 abr 2007 | Siding Spring     | SSS                   | —         | MPC                           |
| 199922            | 2007 GX31  | 11 abr 2007 | Siding Spring     | SSS                   | —         | MPC                           |
| 199923            | 2007 GU33  | 11 abr 2007 | Mount Lemmon      | Mount Lemmon Survey   | —         | MPC                           |
| 199924            | 2007 GC34  | 13 abr 2007 | Siding Spring     | SSS                   | —         | MPC                           |
| 199925            | 2007 GZ35  | 14 abr 2007 | Kitt Peak         | Spacewatch            | —         | MPC                           |
| 199926            | 2007 GG36  | 14 abr 2007 | Kitt Peak         | Spacewatch            | —         | MPC                           |
| 199927            | 2007 GO36  | 14 abr 2007 | Kitt Peak         | Spacewatch            | Meliboea  | MPC                           |
| 199928            | 2007 GB37  | 14 abr 2007 | Kitt Peak         | Spacewatch            | —         | MPC                           |
| 199929            | 2007 GG37  | 14 abr 2007 | Kitt Peak         | Spacewatch            | —         | MPC                           |
| 199930            | 2007 GA39  | 14 abr 2007 | Kitt Peak         | Spacewatch            | —         | MPC                           |
| 199931            | 2007 GJ40  | 14 abr 2007 | Kitt Peak         | Spacewatch            | —         | MPC                           |
| 199932            | 2007 GL40  | 14 abr 2007 | Kitt Peak         | Spacewatch            | —         | MPC                           |
| 199933            | 2007 GV40  | 14 abr 2007 | Kitt Peak         | Spacewatch            | —         | MPC                           |
| 199934            | 2007 GR45  | 14 abr 2007 | Kitt Peak         | Spacewatch            | —         | MPC                           |
| 199935            | 2007 GB48  | 14 abr 2007 | Kitt Peak         | Spacewatch            | —         | MPC                           |
| 199936            | 2007 GO49  | 15 abr 2007 | Kitt Peak         | Spacewatch            | —         | MPC                           |
| 199937            | 2007 GU49  | 15 abr 2007 | Socorro           | LINEAR                | Juno      | MPC                           |
| 199938            | 2007 GD51  | 15 abr 2007 | Kitt Peak         | Spacewatch            | —         | MPC                           |
| 199939            | 2007 GU51  | 15 abr 2007 | Kitt Peak         | Spacewatch            | Ursula    | MPC                           |
| 199940            | 2007 GD59  | 15 abr 2007 | Kitt Peak         | Spacewatch            | —         | MPC                           |
| 199941            | 2007 GD61  | 15 abr 2007 | Kitt Peak         | Spacewatch            | —         | MPC                           |
| 199942            | 2007 GQ65  | 15 abr 2007 | Kitt Peak         | Spacewatch            | —         | MPC                           |
| 199943            | 2007 GO67  | 15 abr 2007 | Kitt Peak         | Spacewatch            | —         | MPC                           |
| 199944            | 2007 GM73  | 15 abr 2007 | Catalina          | CSS                   | —         | MPC                           |
| 199945            | 2007 GC75  | 14 abr 2007 | Kitt Peak         | Spacewatch            | —         | MPC                           |
| 199946            | 2007 HE2   | 16 abr 2007 | Mount Lemmon      | Mount Lemmon Survey   | —         | MPC                           |
| 199947 Qaidam     | 2007 HR7   | 16 abr 2007 | XuYi              | PMO NEO               | —         | MPC                           |
| 199948            | 2007 HK9   | 18 abr 2007 | Kitt Peak         | Spacewatch            | —         | MPC                           |
| 199949            | 2007 HR15  | 21 abr 2007 | Pises             | Pises Obs.            | —         | MPC                           |
| 199950 Sierpc     | 2007 HK16  | 16 abr 2007 | Antares           | ARO                   | —         | MPC                           |
| 199951            | 2007 HE24  | 18 abr 2007 | Socorro           | LINEAR                | —         | MPC                           |
| 199952            | 2007 HZ25  | 18 abr 2007 | Kitt Peak         | Spacewatch            | —         | MPC                           |
| 199953 Mingnaiben | 2007 HK28  | 18 abr 2007 | XuYi              | PMO NEO               | —         | MPC                           |
| 199954            | 2007 HP28  | 19 abr 2007 | Mount Lemmon      | Mount Lemmon Survey   | —         | MPC                           |
| 199955            | 2007 HD30  | 19 abr 2007 | Mount Lemmon      | Mount Lemmon Survey   | —         | MPC                           |
| 199956            | 2007 HK35  | 19 abr 2007 | Kitt Peak         | Spacewatch            | —         | MPC                           |
| 199957            | 2007 HA38  | 20 abr 2007 | Kitt Peak         | Spacewatch            | —         | MPC                           |
| 199958            | 2007 HT41  | 20 abr 2007 | Kitt Peak         | Spacewatch            | —         | MPC                           |
| 199959            | 2007 HJ44  | 23 abr 2007 | Tiki              | S. F. Hönig, N. Teamo | —         | MPC                           |
| 199960            | 2007 HZ47  | 20 abr 2007 | Kitt Peak         | Spacewatch            | —         | MPC                           |
| 199961            | 2007 HF48  | 20 abr 2007 | Kitt Peak         | Spacewatch            | —         | MPC                           |
| 199962            | 2007 HB50  | 20 abr 2007 | Kitt Peak         | Spacewatch            | —         | MPC                           |
| 199963            | 2007 HD52  | 20 abr 2007 | Kitt Peak         | Spacewatch            | Brangane  | MPC                           |
| 199964            | 2007 HQ53  | 20 abr 2007 | Lulin Observatory | LUSS                  | —         | MPC                           |
| 199965            | 2007 HG65  | 22 abr 2007 | Catalina          | CSS                   | —         | MPC                           |
| 199966            | 2007 HL65  | 22 abr 2007 | Catalina          | CSS                   | —         | MPC                           |
| 199967            | 2007 HG67  | 23 abr 2007 | Kitt Peak         | Spacewatch            | —         | MPC                           |
| 199968            | 2007 HE68  | 23 abr 2007 | Kitt Peak         | Spacewatch            | —         | MPC                           |
| 199969            | 2007 HV72  | 22 abr 2007 | Kitt Peak         | Spacewatch            | —         | MPC                           |
| 199970            | 2007 HE75  | 22 abr 2007 | Kitt Peak         | Spacewatch            | —         | MPC                           |
| 199971            | 2007 HA76  | 22 abr 2007 | Kitt Peak         | Spacewatch            | —         | MPC                           |
| 199972            | 2007 HC84  | 27 abr 2007 | Kitt Peak         | Spacewatch            | Juno      | MPC                           |
| 199973            | 2007 HX85  | 24 abr 2007 | Kitt Peak         | Spacewatch            | —         | MPC                           |
| 199974            | 2007 HY89  | 19 abr 2007 | Mount Lemmon      | Mount Lemmon Survey   | —         | MPC                           |
| 199975            | 2007 HG90  | 20 abr 2007 | Kitt Peak         | Spacewatch            | Phocaea   | MPC                           |
| 199976            | 2007 JR    | 7 mai 2007  | Mount Lemmon      | Mount Lemmon Survey   | —         | MPC                           |
| 199977            | 2007 JB1   | 7 mai 2007  | Kitt Peak         | Spacewatch            | —         | MPC                           |
| 199978            | 2007 JZ1   | 7 mai 2007  | Catalina          | CSS                   | —         | MPC                           |
| 199979            | 2007 JS4   | 7 mai 2007  | Catalina          | CSS                   | —         | MPC                           |
| 199980            | 2007 JN5   | 9 mai 2007  | Mount Lemmon      | Mount Lemmon Survey   | —         | MPC                           |
| 199981            | 2007 JQ12  | 7 mai 2007  | Catalina          | CSS                   | —         | MPC                           |
| 199982            | 2007 JG13  | 8 mai 2007  | Anderson Mesa     | LONEOS                | —         | MPC                           |
| 199983            | 2007 JJ13  | 8 mai 2007  | Lulin Observatory | LUSS                  | Phocaea   | MPC                           |
| 199984            | 2007 JP16  | 7 mai 2007  | Kitt Peak         | Spacewatch            | —         | MPC                           |
| 199985            | 2007 JG17  | 7 mai 2007  | Kitt Peak         | Spacewatch            | —         | MPC                           |
| 199986 Chervone   | 2007 JD21  | 9 mai 2007  | Andrushivka       | Andrushivka Obs.      | —         | MPC                           |
| 199987            | 2007 JL21  | 12 mai 2007 | Tiki              | S. F. Hönig, N. Teamo | —         | MPC                           |
| 199988            | 2007 JM21  | 12 mai 2007 | Tiki              | S. F. Hönig, N. Teamo | —         | MPC                           |
| 199989            | 2007 JK23  | 7 mai 2007  | Catalina          | CSS                   | —         | MPC                           |
| 199990            | 2007 JT23  | 8 mai 2007  | Anderson Mesa     | LONEOS                | —         | MPC                           |
| 199991            | 2007 JX24  | 9 mai 2007  | Mount Lemmon      | Mount Lemmon Survey   | —         | MPC                           |
| 199992            | 2007 JW25  | 9 mai 2007  | Kitt Peak         | Spacewatch            | —         | MPC                           |
| 199993            | 2007 JP27  | 9 mai 2007  | Kitt Peak         | Spacewatch            | Pallas    | MPC                           |
| 199994            | 2007 JJ29  | 10 mai 2007 | Mount Lemmon      | Mount Lemmon Survey   | —         | MPC                           |
| 199995            | 2007 JV33  | 12 mai 2007 | Mount Lemmon      | Mount Lemmon Survey   | —         | MPC                           |
| 199996            | 2007 JA34  | 9 mai 2007  | Mount Lemmon      | Mount Lemmon Survey   | —         | MPC                           |
| 199997            | 2007 JB36  | 11 mai 2007 | Catalina          | CSS                   | —         | MPC                           |
| 199998            | 2007 JU39  | 11 mai 2007 | Siding Spring     | SSS                   | —         | MPC                           |
| 199999            | 2007 JZ39  | 12 mai 2007 | Mount Lemmon      | Mount Lemmon Survey   | —         | MPC                           |
| 200000            | 2007 JT40  | 12 mai 2007 | Mount Lemmon      | Mount Lemmon Survey   | —         | MPC                           |